# Relațiile sino-romane
Relațiile sino-romane cuprind contactele de cele mai multe ori indirecte, fluxul de mărfuri, informații și ocazionalele călători efectuate între Imperiul Roman și Imperiul Han din China, precum și, mai târziu, între Imperiul Roman de Răsărit și diversele dinastii chineze. Aceste imperii s-au apropiat încet unul de altul în cursul expansiunii romane în Orientul Apropiat antic și al incursiunilor militare simultane ale chinezilor han în Asia Centrală. Cunoașterea reciprocă a rămas la un nivel scăzut, iar cunoștințe reciproce clare au fost limitate. Documentele atestă doar câteva încercări de contact direct. În încercarea de a păstra controlul asupra comerțului profitabil cu mătase, imperiile intermediare, cum ar fi cel Part și al kushanilor, au inhibat contactele directe între aceste două puteri eurasiatice. În 97 e.n., generalul chinez⁠(d) Ban Chao⁠(d) a încercat să-și trimită reprezentantul Gan Ying⁠(d) la Roma, dar Gan a fost convins de parți să nu aventureze dincolo de Golful Persic. Mai mulți presupuși emisari romani în China au fost consemnați de către vechii istorici chinezi. Primii astfel de soli, probabil din partea împăratului roman Antoninus Pius sau al fiului său adoptiv Marcus Aurelius, a ajuns în 166 e.n. Alții sunt consemnați pe la 226 și 284 e.n., cu o lungă absență până la prima solie bizantină⁠(d) cunoscută în 643 e.n.
Schimburile indirecte de mărfuri pe uscat de-a lungul Drumului Mătăsii și pe rutele maritime⁠(d) cuprind mătase chinezească, sticlărie romană și pânzeturi de calitate. Monede romane bătute începând cu secolul I e.n. au fost găsite în China, precum și o monedă a lui Maximian și medalii din timpul domniilor lui Antoninus Pius și Marcus Aurelius găsite în Jiaozhi⁠(d) în Vietnamul de astăzi, în aceeași regiune în care unele surse chinezești susțin că romanii au debarcat prima dată. Sticlărie și argintărie romană au fost descoperite în situri arheologice chinezești datate în perioada Han⁠(d). Monede și mărgele romane de sticlă au fost găsite și în Japonia.
În sursele clasice, problema identificării referințelor la China antică este exacerbată de interpretarea termenului latinesc Seres, a cărui semnificație a fluctuat și care s-ar putea referi la mai multe popoare asiatice, într-un arc larg din India în Asia Centrală până în China. În documentele chinezești, Imperiul Roman era cunoscut sub numele de Da Qin⁠(d) sau Marele Qin. Daqin a fost direct asociat în izvoarele chinezești cu Fulin (拂菻) de mai târziu, care a fost identificat de către specialiști, cum ar fi Friedrich Hirth, drept Imperiul Bizantin. Sursele chinezești descriu mai multe solii ale Fulinului ajunse în China în timpul dinastiei Tang și menționează și asediul Constantinopolului de către forțele lui Muawiyah I în anii 674-678 e.n.
Geografii din Imperiul Roman, precum Ptolemeu, au oferit o schiță vagă a Oceanului Indian, inclusiv a Peninsulei Malay și mai departe a Golfului Thailandei și a Mării Chinei de Sud. Cattigara⁠(d) lui Ptolemeu era cel mai probabil Óc Eo⁠(d), Vietnam, unde s-au găsit obiecte romane din perioada Antoninilor. Vechii geografi din China⁠(d) dădeau dovada unor cunoștințe generale despre Asia de Vest și despre provinciile răsăritene ale Romei. Istoricul bizantin Teofilact Simocatta din secolul al VII-lea scria despre reunificarea contemporană a nordului și sudului Chinei⁠(d), pe care le tratase drept națiuni separate, aflate recent în război⁠(d). Aceasta reflectă atât cucerirea dinastiei Chen⁠(d) de către împăratul Wen din Sui⁠(d) (care a a domnit între 581-604 e.n.), dar și denumirile Cathay⁠(d) și Mangi⁠(d) folosite mai târziu de europenii medievali din China în timpul dinastiei Yuan dominată de mongoli și al dinastiei Song de Sud a chinezilor Han.

## Relatări geografice și cartografie

### Geografia romană

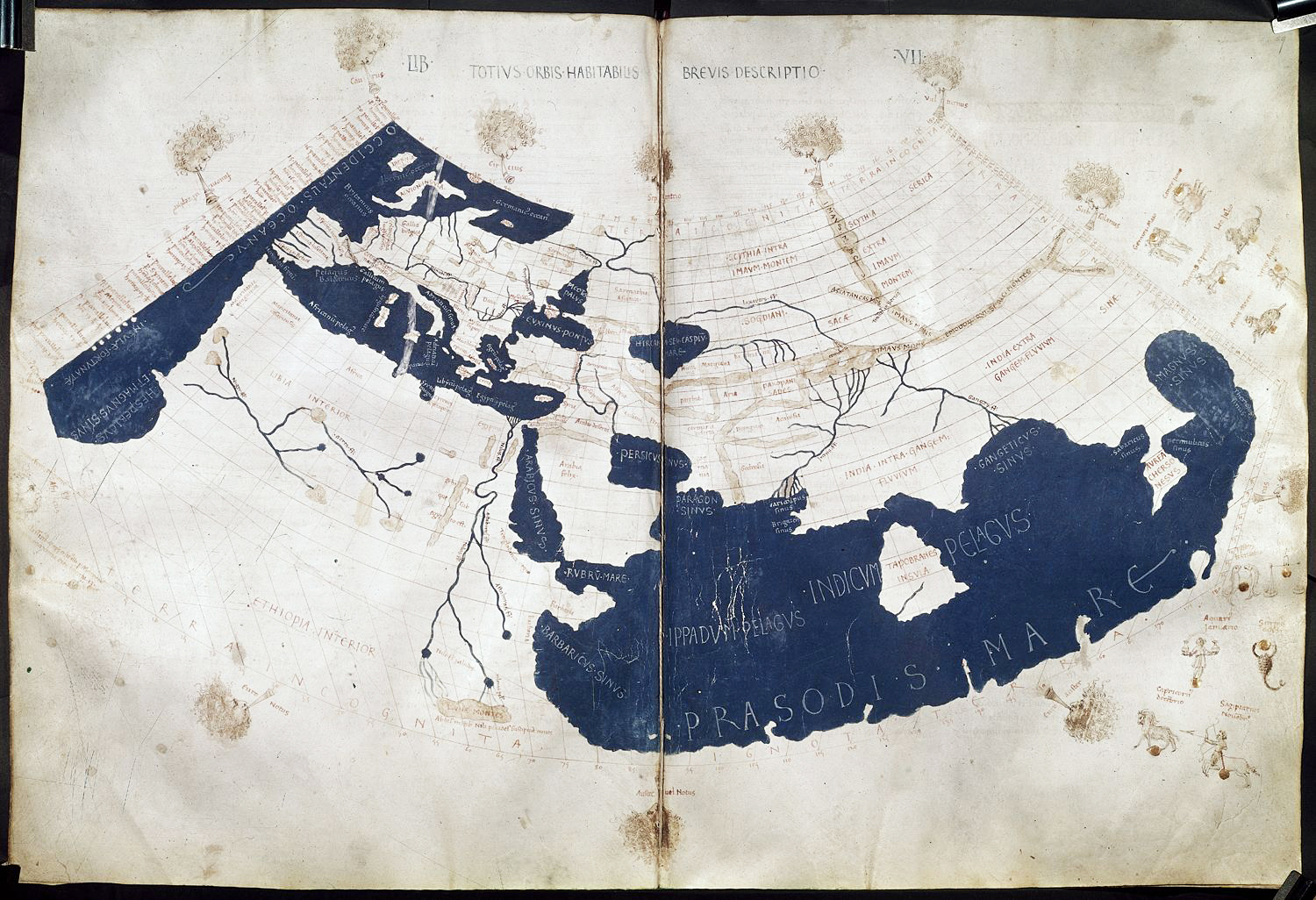
O reconstituire făcută înRenaștere a primei proiecții a lui, indicând Țara Mătăsii (Serica) în nord-estul Asiei, la capătul Drumului Mătăsii pe uscat și țara Qin (') în sud-est la capătul rutei maritime; anii 1450-1475, atribuită lui și tradusă din greacă în latină de către Emanuel Chrysoloras și.

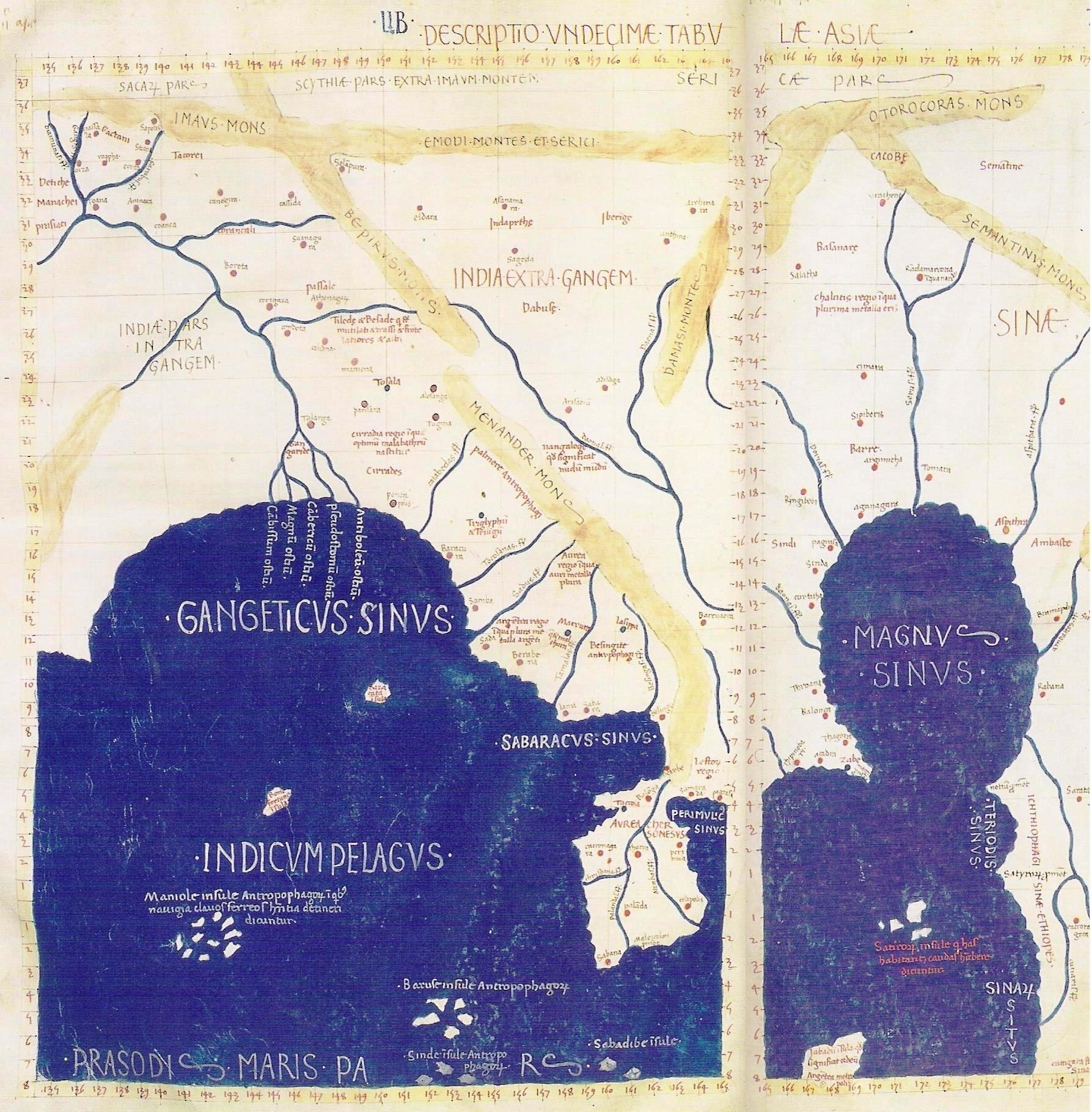
Reconstituire din Renaștere a celei de a 11-a hărți regionale asiatice a lui Ptolemeu, cu Golful Gangelui în stânga, (Malaezia), în centru, și (Golful Thailanda) spre dreapta; țara este situată pe malurile nordic și estic ale acestuia.

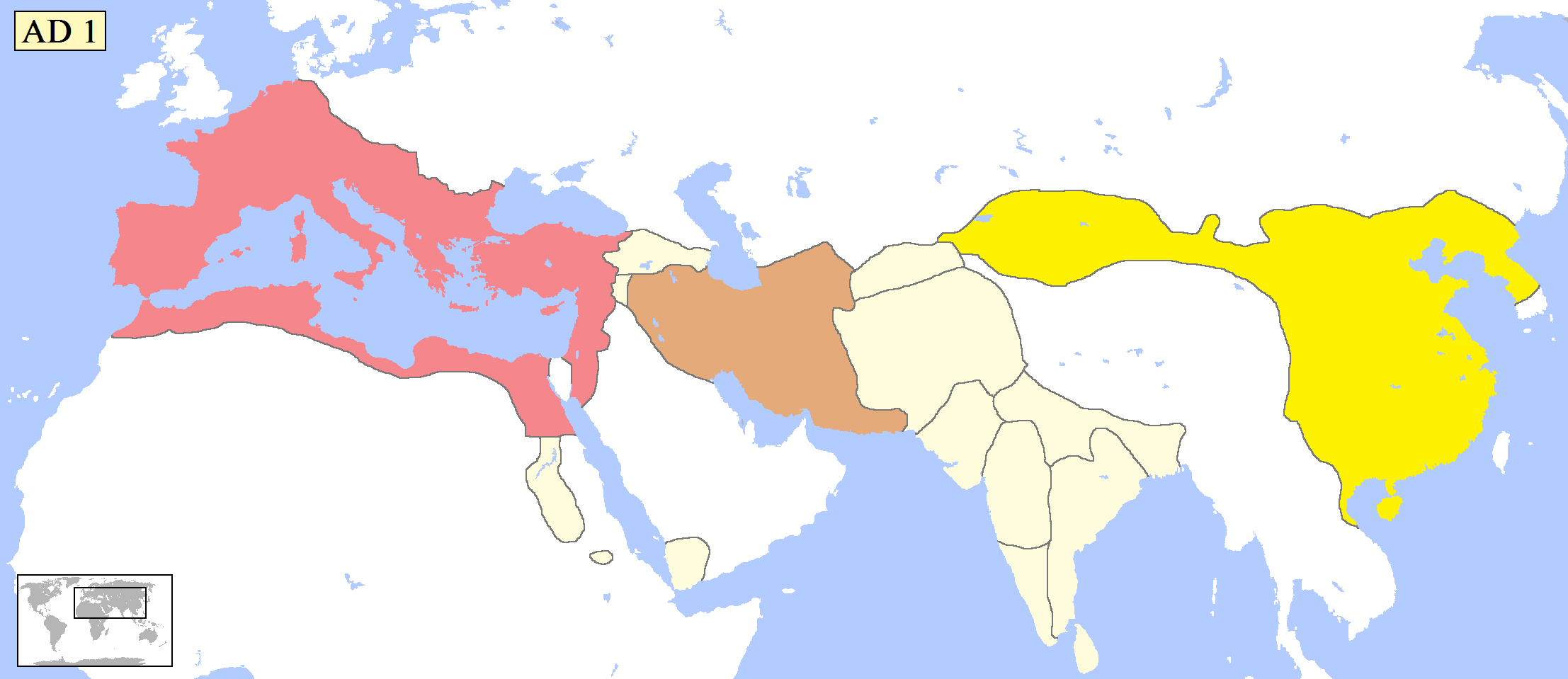
Harta Eurasiei în anul 1 e.n., cu Imperiul Roman (roșu), Imperiul Part (maro), Imperiul Han chinezesc (galben), și, state mai mici (galben)

Începând cu secolul I î.e.n. cu Virgil, Horațiu, și Strabon, istoriile Romane dau relatări vagi despre China și despre poporul Seres producător de mătase din Extremul Orient, care erau, probabil, vechii chinezi.</ref> Geograful Pomponius Mela din secolul I e.n. afirma că țara poporului Seres formează centrul coastei unui ocean oriental, flancată fiind la sud de India și la nord de către sciții din stepele eurasiatice. Istoricul roman Florus din secolul al II-lea pare să fi confundat Seres cu popoarele din India, sau cel puțin să fi remarcat faptul că tenul lor demonstrează că trăiesc „sub un alt cer” decat romanii.</ref> Autorii romani par să nu știe foarte sigur unde se situează acești Seres, în Asia Centrală sau în Asia de Est. Istoricul Ammianus Marcellinus (c. 330 – c. 400 e.n.) scria că țara Seres este închisă de mari ziduri naturale în jurul unui râu numit Bautis, probabil Fluviul Galben.
Existența Chinei era cunoscută cartografilor romani⁠(d), dar nu este sigur ce anume înțelegeau ei. Geografia⁠(d) lui Ptolemeu din secolul al II-lea deosebește Țara Mătăsii (Serica) de la capătul Drumului Mătăsii pe uscat de țara Qin (Sinae) la care se ajungea pe mare. Sinae este plasată pe malul de nord al Marelui Golf⁠(d) (Magnus Sinus), la est de Peninsula de Aur⁠(d) (Aurea Chersonesus, Peninsula Malay). Principalul ei port, Cattigara, pare să fi fost în delta Mekongului⁠(d). „Marele Golf” era o denumire ce acoperea împreună Golful Thailandei și Marea Chinei de Sud, întrucât Marinus din Tyr⁠(d) și Ptolemeu credeau că Oceanul Indian este o mare interioară, ceea ce îi determina să deformeze coasta cambodgiană spre sud, prelungind-o dincolo de Ecuator înainte de a își imagina că ea cotește spre vest alăturându-se Libiei de sud (Africa). Mare parte dintre acestea erau pământuri necunoscute, dar zona de nord-est este plasat sub Sinae.
Geografii clasici precum Strabon⁠(d) și Pliniu cel Bătrân au inclus foarte încet în lucrările lor noi informații și, din pozițiile lor de savanți reputați⁠(d), se pare că aveau prejudecăți față de negustorii obișnuiți și față de descrierile lor topografice. Ptolemeu s-a depărtat de această atitudine, el dând dovadă de deschidere față de relatările lor. Astfel, cu ajutorul acestora, el a reușit să traseze cu precizie Golful Bengal. În secolul I e.n., în Periplul pe Marea Eritreei⁠(d), autorul său anonim, un negustor grec din Egiptul Roman, oferă relatări atât de vii despre târgurile orientale, încât este clar că a vizitat multe dintre ele. Printre acestea se numără locuri din Arabia, Pakistan și India, inclusiv durata călătoriei între repere ca râuri și orașe, unde să se arunce ancora⁠(d), locațiile curților regale, stilul de viață al localnicilor și bunurile găsite în piețele lor, și perioadele din an favorabile navigației din Egipt în aceste locuri pentru a beneficia de musoni. Periplul menționează și un mare oraș interior, Thinae (sau Sinae), într-o țară numită This care, probabil, se întindea până la Marea Caspică. Textul consemnează că mătasea produsă acolo este transportată în India vecină prin intermediul Gangelui și în Bactria pe o rută terestră. Marinus și Ptolemeu se bazau în relatarea lor pe mărturia unui marinar grec pe nume Alexandru, probabil un negustor, care ar fi ajuns la Cattigara (cel mai probabil Óc Eo, Vietnam). Alexandru menționează că principalul capăt de drum al negustorilor romani era un oraș birmanez numit Shalanda în nord-vestul Peninsulei Malay, de unde negustorii indieni călătoreau pe uscat peste Istmul Kra pentru a ajunge la Golful Perimulic (Golful Thailandei). Alexandru susținea că i-a luat douăzeci de zile să navigheze din Thailanda la un port numit „Zabia” (sau Zaba) din Vietnamul de sud. Potrivit lui, s-ar putea continua de-a lungul coastei (Vietnamului de sud) din Zabia până la portul comercial Cattigara după un număr specificat de zile (Marinus interpretând că era vorba de „multe” zile).
Cosmas Indicopleustes⁠(d), un călugăr bizantin din secolul al VI-lea din Alexandria și fost negustor cu experiență în comerțul din Oceanul Indian, a fost primul roman care a scris clar despre China în Topografia creștină⁠(d) (c. 550 e.n.). El a numit-o țară de Tzinista⁠(d) (comparabile cu sanscritul Chinasthana și cu siriacul Sinistan din 781 AD Stela Nestoriană⁠(d) din Xi'an, China), situată în extremitatea estică a Asiei. El explicat rutele maritime spre ea (mai întâi spre est și apoi spre nord, până pe coasta de sud a continentului Asiatic) și faptul că cuișoarele veneau de acolo până în Sri Lanka unde se vindeau. În vremea conducătorului bizantin Iustinian I (r. 527-565 e.n.), bizantinii cumpărau mătase chinezească de la intermediari sogdiani. Ei făceau și contrabandă cu viermi de mătase din China cu ajutorul călugărilor nestorieni, care a susțineau că țara Serindia⁠(d) se situează la nord de India și că produce cea mai fină mătase. Transportând clandestin viermi de mătase și producând apoi chiar ei mătase, bizantinii puteau ocoli comerțul cu mătase chinezească dominat de marii lor rivali, Imperiul Sasanid.
De la popoarele turcice⁠(d) din Asia Centrală din timpul perioadei Wei de Nord⁠(d) (386-535 e.n.), bizantinii au dobândit încă un alt nume pentru China⁠(d): Taugast⁠(d) (din limbile turcice vechi: Tabghach⁠(d)). Teofilact Simocatta, un istoric din timpul domniei lui Heraclius (610-641 e.n.), scria că Taugast (sau Taugas) este un mare imperiu de la răsărit colonizat de către popoarele turcice⁠(d), cu o capitală aflată la 2.400 km nord-est de India, pe care o denumea Khubdan (de la cuvântul turcic Khumdan folosit pentru capitala Sui și Tang Chang'an⁠(d)), unde se practica idolatria, dar unde oamenii erau înțelepți și trăiau după legi drepte. El a descris Imperiul Chinez ca fiind despărțite de un râu mare (Yangzi), care slujea drept hotar între două țări rivale în război⁠(d); în timpul domniei Împăratului Bizantin Mauriciu (582-602 e.n.) nordicii cu „haine negre” i-au cucerit pe sudicii cu „haine roșii” (negrul fiind o culoare distinctă purtată de oamenii din Shaanxi, locația capitalei Sui Chang'an, conform călătorului persan din secolul al XVI-lea Hajji mahomed, sau Chaggi Memet). Relatarea lor ar putea corespunde cu cucerirea dinastiei Chen și reunificarea Chinei de către împăratul Wen din Sui⁠(d) (581-604 e.n.). Simocatta îl numește pe conducătorul lor drept Taisson, care susținea că înseamnă Fiul lui Dumnezeu⁠(d), care se corelează fie cu chinezescul Tianzi (Fiul Cerului⁠(d)) fie cu numele conducătorului contemporan, împăratul Taizong din Tang (626 – 649 e.n.). Europenii medievali din China de mai târziu scriau despre ea ca despre două țări, Cathay⁠(d) în partea de nord și Mangi⁠(d) în partea de sud, în perioada când dinastia Yuan condusă de conducătorul mongol Kublai Khan (1260-1294 e.n.) a cucerit dinastia Song de Sud.

### Geografia chineză

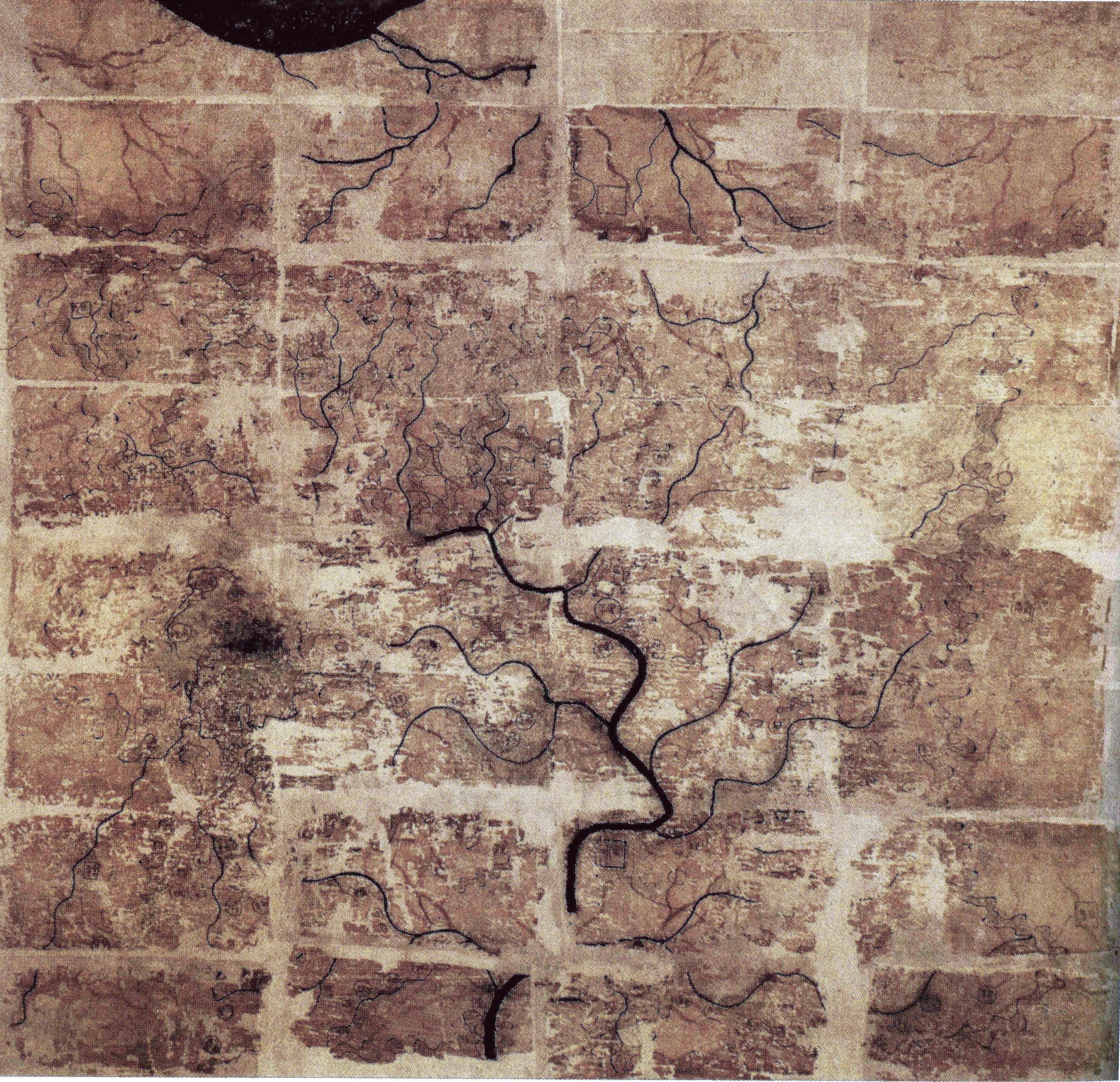
O hartă de mătase din Hanul de Vest găsită în mormântul 3 din, reprezentând de Changsha și Regatului (Vietnam), din (cu partea de sud orientată în sus), secolul al II-lea î.e.n.

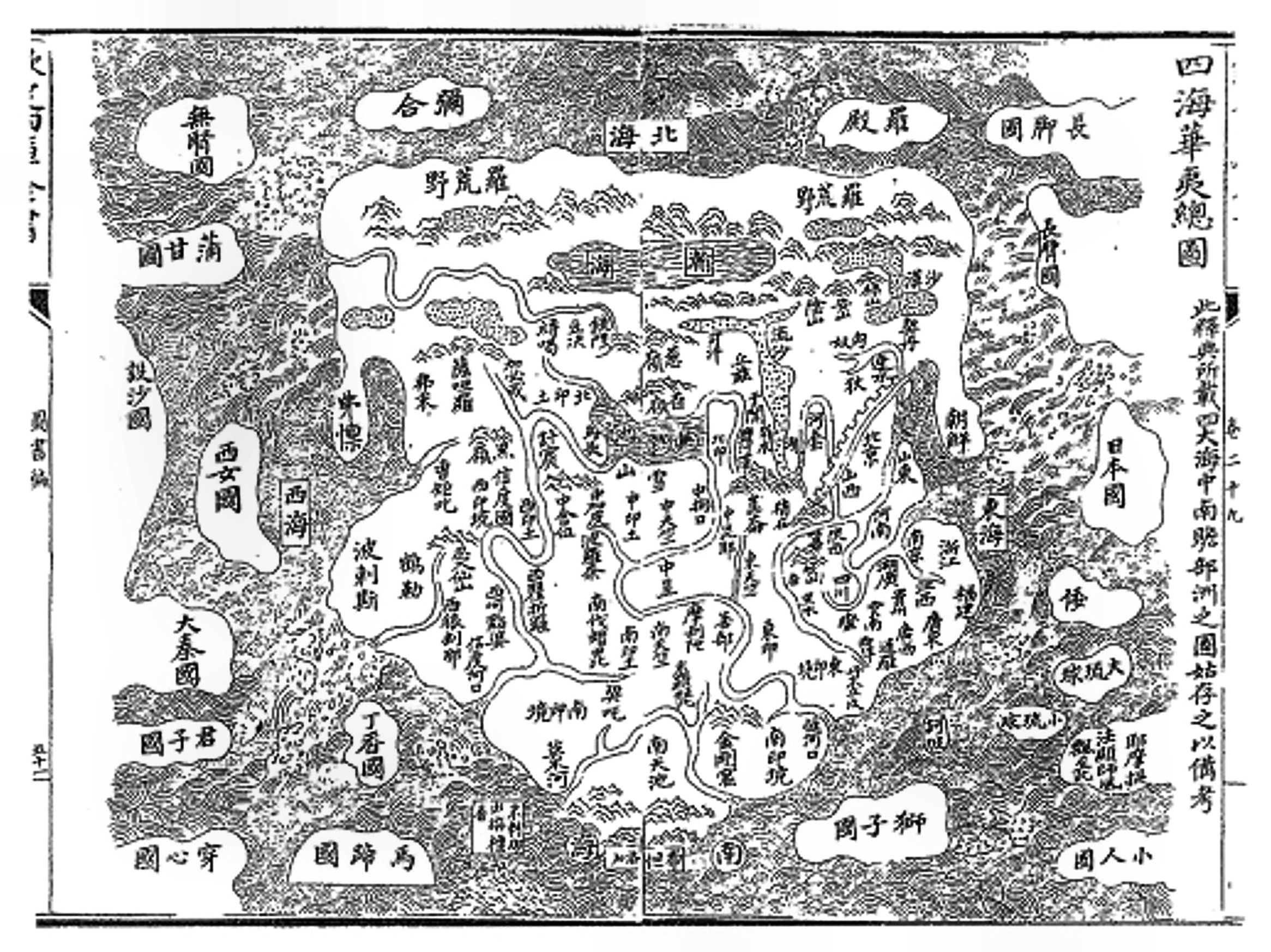
(大秦國) apare la marginea de vest a acestei hărți a lumii din timpul dinastiei Ming, ', publicată în 1532 e.n.

Informații geografice detaliate despre Imperiul Roman, sau cel puțin despre teritoriile sale răsăritene, apar în istoriografia chinezească⁠(d) tradițională. Shiji⁠(d) de Sima Qian (c. 145-86 î.e.n.) oferă descrieri ale țărilor din Asia Centrală și Asia de Vest. Aceste relatări au devenit semnificativ mai nuanțate în Cartea Han⁠(d), scrisă de Ban Gu⁠(d) și de sora sa Ban Zhao⁠(d), frații mai mici ai generalului Ban Chao⁠(d), care a condus expediții militare în Asia Centrală,⁠(d) înainte de a se întoarce în China, în anul 102 e.n. Cele mai vestice teritorii din Asia, așa cum sunt descrise în Cartea Hanului de mai Târziu⁠(d), culeasă de Fan Ye⁠(d) (398-445 e.n.) a constituit baza pentru aproape toate descriere de mai târziu ale Daqinului. Aceste relatări par a fi limitate la descrieri ale Levantului, în special ale Siriei. Istoricul lingvist Edwin G. Pulleyblank⁠(d) explică faptul că istoricii chinezi consideratu Daqinul a fi un fel de „contra-China”, situată la celălalt capăt al lumii cunoscute. Potrivit lui Pulleyblank, „concepția chinezilor despre Dà Qín era amestecată încă de la început cu vechile noțiuni mitologice despre occidentul îndepărtat”. Istoriile chinezești legau explicit Daqin de Lijian (sau „Li-kan”, Siria), ele fiind considerate a aparține aceleiași țări; potrivit lui Yule, D. D. Leslie, și K. H. G. Gardiner, cele mai timpurii descrieri ale Lijianului din Shiji îl distingeau drept Imperiul Seleucid din  perioada elenistică . Pulleyblank oferă unele analize lingvistice care să conteste ideea avansată de ei, argumentând că Tiaozhi (条支) din Shiji este cel mai probabil Imperiului Seleucid și că Lijian, deși încă insuficient înțeles, putea fi identificat fie cu Hyrcania⁠(d) din Iran, fie chiar cu Alexandria, din Egipt⁠(d).
Weilüe⁠(d) a lui Yu Huan⁠(d) (c. 239-265 e.n.), păstra în adnotările⁠(d) de la Însemnările celor trei regate⁠(d) (publicată în 429 e.n. de Pei Songzhi⁠(d)), oferă și detalii despre cea mai estică parte a lumii romane, menționând inclusiv Mediterana. Pentru Egiptul roman, cartea explică locul unde se află Alexandria, distanțele de călătorie de-a lungul Nilului și împărțirea tripartită în Delta Nilului, Middle Egypt⁠(d), și Tebaida⁠(d). În Chu-fan-chi⁠(d), vameșul Zhao Rukuo⁠(d) (1170-1228 AD) din Quanzhou al epocii Song descria Farul din Alexandria. Atât Cartea Hanului de mai târziu cât și Weilüe vorbesc și despre podul de vase⁠(d) „zburător” (飛橋) peste Eufrat de la Zeugma⁠(d) din Anatolia Romană⁠(d). Weilüe enumera și ceea ce este considerat a fi cele mai importante stat vasale ale Imperiului Roman, oferind direcții de deplasare și estimări pentru distanțe între ele (în mile chinezești, li). Friedrich Hirth (1885) identifica locațiile și statelor dependente de Roma numite în Weilüe; unele identificări au fost contestate. Hirth identifica Si-fu (汜復) drept Emesa; John E. Hill (2004) utilizează dovezi lingvistice și contextuale dovezi pentru a susține că este vorba de Petra din Regatul Nabateean, care a fost anexată de romani în 106 e.n. timpul domniei lui Traian.
Vechea carte a Tangului⁠(d) și Noua carte a Tangului⁠(d) consemnează că arabii (Da shi 大食) și-au trimis comandantul Mo-yi (摩拽, pinyin: Móyè, adică Muawiyah I, guvernator al Siriei și, mai târziu, calif Umayyad, 661-680 e.n.) să asedieze capitala Bizantină, Constantinopol, și-a obligat pe bizantini să-i plătească tribut. Aceleași cărți descriu în detaliu Constantinopolul ca având ziduri puternice de granit și un ceas cu apă⁠(d) pe care se afla statuia de aur a unui om. Henry Yule⁠(d) remarca faptul că în surse chinezești era menționat numele negociatorului bizantin „Yenyo” (patricianul Ioan Pitzigaudes⁠(d)), un emisar anonim în relatarea lui Edward Gibbon despre omul trimis la Damasc să organizeze negocieri cu Umayyazii, după care câțiva ani mai târziu au crescut cererile de tribut trimise bizantinilor. Noua carte a Tangului și Wenxian Tongkao⁠(d) descriau țara Nubia (fie Regatul Kuș, fie Aksum), ca un deșert, la sud-vest de Imperiul Bizantin care era infestat de malarie, unde localnicii au pielea neagră⁠(d) și consumă curmale persane. Discutând cele trei religii principale din Nubia⁠(d) (Sudan), Wenxian Tongkao menționează credința Daqin⁠(d) și ziua de odihnă care are loc o dată la fiecare șapte zile pentru cei de credința Da shi (arabii musulmani⁠(d)). Ea repetă și afirmația din Noua carte a Tangului despre practica trepanației folosită de chirurgii bizantini⁠(d) pentru a elimina paraziții din creier. Descrierile Nubiei și Cornului Africii din Wenxian Tongkao erau derivate după Jingxingji⁠(d) a lui Du Huan⁠(d) (fl. secolul al VIII-le e.n.), un călător chinez al cărui text, conservat în Tongdian⁠(d) al lui Du You⁠(d), este, probabil, prima sursă chineză⁠(d) care descrie Etiopia (Laobosa), oferind și descrieri ale Eritreei (Molin).

## Soliile și călătoriile

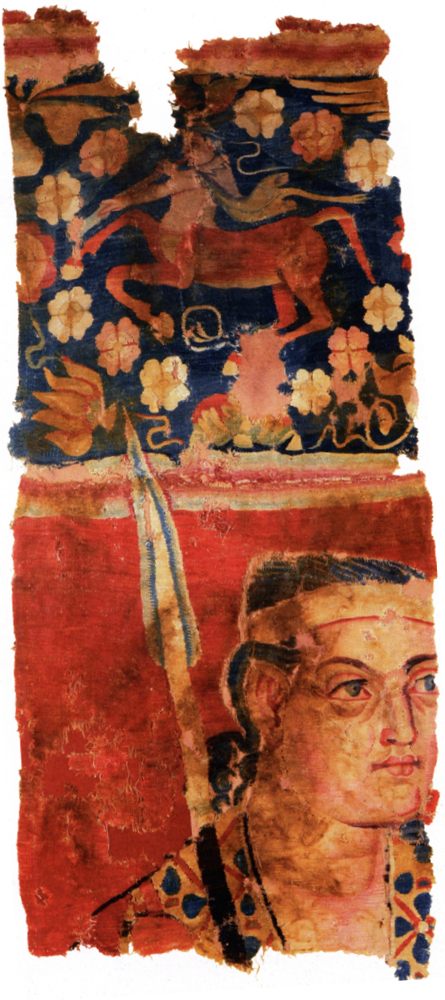
, un covor de perete din lână din, Xinjiang, China, înfățișând probabil un soldat grec din Regatul Greco-Bactrian (250-125 î.e.n.), cu ochi albaștri, înarmat cu o suliță, și purtând ceea ce pare a fi o diademă; mai sus este înfățișat un centaur, din mitologia greacă, un frecvent în arta elenistică;.

Unele contacte ar fi putut avea loc între grecii elenistici⁠(d) și dinastia Qin din secolul al III-lea î.e.n., în urma din campaniilor din Asia Centrală ale lui Alexandru cel Mare, rege al Macedoniei, care a înființat unele regate elenistice relativ aproape de China, cum ar fi Regatul Greco-Bactrian. Săpăturile de la locul de înmormântare al primului împărat al Chinei, Qin Shi Huang (221-210 î.e.n.) sugerează influențe tehnologice⁠(d) și stilistice grecești în operele de artă găsite acolo, inclusiv celebra armată de teracotă. Schimburile culturale de la o dată atât timpurie sunt în general considerate conjuncturale de mediul academic, dar săpăturile dintr-un mormânt din secolul al IV-lea î.e.n. din provincia Gansu aparținând statului Qin⁠(d) au scos la lumină elemente occidentale, cum ar fi mărgele de sticlă și un ulcior cu ceramică albastră (probabil, faianță) de origine mediteraneană. Singurul călător roman cunoscut care a vizitat cele mai estici părți ale Asiei Centrale a fost Maes Titianus⁠(d), contemporan cu Traian fie spre sfârșitul secolului I, fie pe la începutul secolului al II-lea e.n., care a vizitat un „Turn de Piatră” care a fost identificat de către istorici fie ca Tashkurgan⁠(d) din Pamirul chinezesc fie ca monumentul similar din Valea Alai⁠(d) de la vest de Kashgar, Xinjiang, China.

### Solia la Augustus
Istoricul Florus descrie vizita a numeroși soli, inclusiv „Seres” (posibil chinezi) la curtea primului împărat roman, Augustus (27 î.e.n. – 14 e.n.):
„Chiar și restul națiunilor lumii care nu erau supuse puterii imperiale erau sensibile la măreția lui, și îi priveau cu respect pe romani, marii cuceritori de popoare. Așa că și sciții și sarmații au trimis soli să caute prietenia Romei. Până și Seres au sosit, și indienii⁠(d) trăitori sub soarele vertical, aducând daruri de pietre prețioase și perle și elefanți, dar gândind toți numai la lungimea călătoriei pe care o făcuseră, și care au spus că a durat patru ani. În adevăr, trebuia doar să privești culoarea pielii lor să înțelegi că sunt oameni din altă lume decât a noastră.”
În întregul corp al istoriografiei⁠(d) și literaturii romane, Yule nu a reușit să descopere altă mențiune a unor astfel de întâlniri diplomatice directe între romani și Seres. El specula că acești oameni erau mai probabil negustori particulari, nu diplomați, deoarece însemnările chinezești insistă că Gan Ying⁠(d) a fost primul chinez care a ajuns în vest până la Tiaozhi (条支; Mesopotamia) în 97 e.n. Yule constată că Periplul din secolul I e.n. menționează că oamenii din Thinae (denumirile Chinei⁠(d)) erau fost rar văzuți, din cauza dificultăților de a ajunge la acea țară. Se afirmă că țara lor, situată sub Ursa mică și pe cele mai îndepărtate pământuri necunoscute de dincolo de Marea Caspică, este la originea mătăsii brute și a pânzeturilor fine de mătase tranzacționate pe uscat din Bactria în Bharuch⁠(d), precum și pe Gange.

### Solul Gan Ying

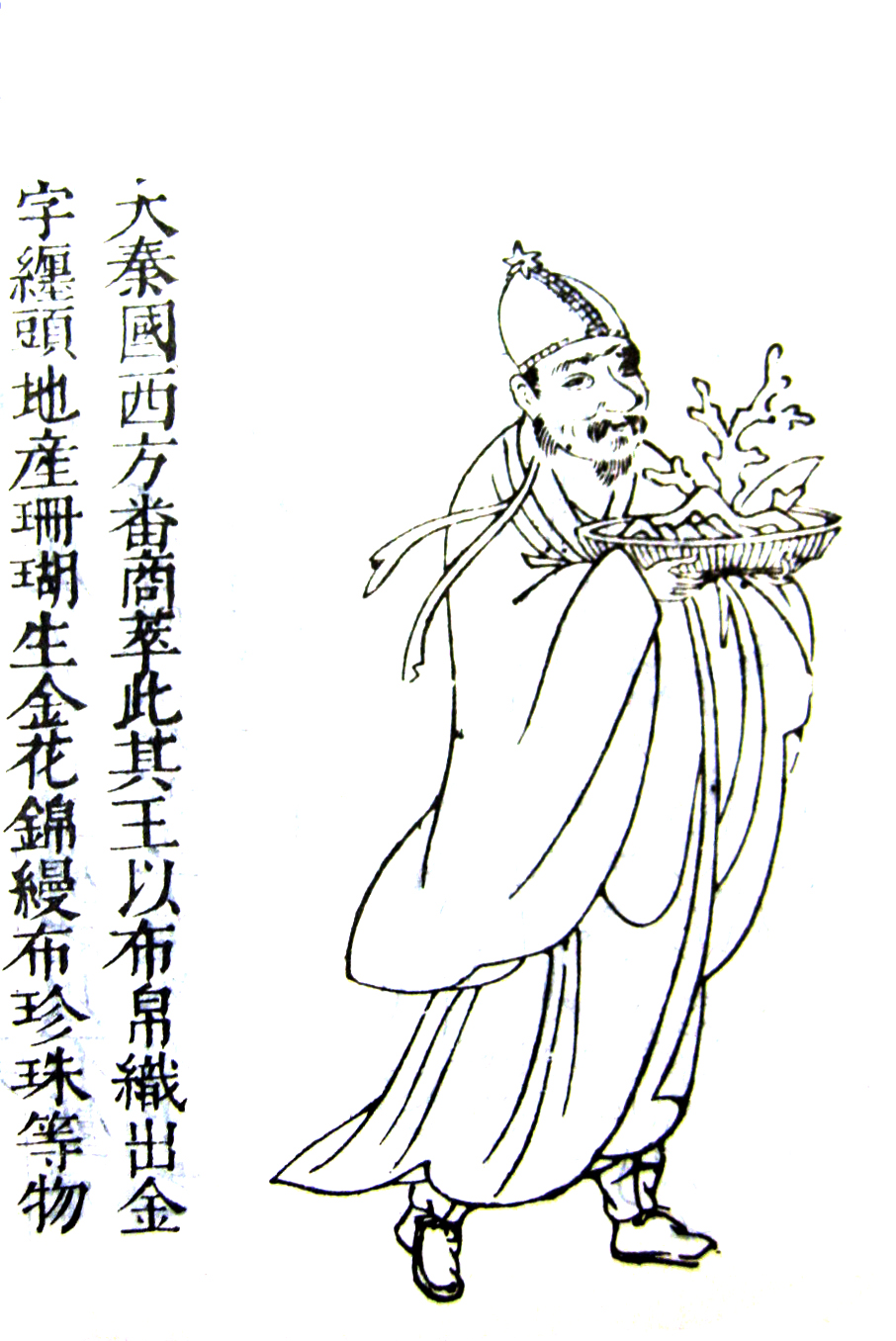
Ilustrare chinezească a oamenilor din Daqin, din enciclopedia din dinastia Ming, 1609

Generalul Ban Chao⁠(d) (32-102 e.n.) din Hanul de Est, într-o serie de succese militare care a adus Regiunile de Vest⁠(d) (bazinul Tarim din Xinjiang) înapoi sub controlul și suzeranitatea chineză, i-a învins pe Da Yuezhi în 90 e.n. și pe  Xiongnu din Nord în 91 e.n., supunând orașe-state ca Kucha⁠(d) și Turfan, 和田市⁠(d) și Kashgar (așezări indo-europene tohariene și, respectiv, saka), și, în sfârșit Karasahrul⁠(d) în 94 e.n. O solie a Imperiului Part din Persia și Mesopotamia sosise la curtea Han în 89 e.n. și, în timp ce Ban era staționat cu armata în Khotan⁠(d), un alt sol part a venit în anul 101 e.n., de data aceasta aducând daruri exotice, cum ar fi struți⁠(d).
În 97 e.n., Ban Chao a trimis un emisar pe nume Gan Ying să exploreze zonele îndepărtate din vest. Gan a ajuns din bazinul Tarim până în Parthia și a ajuns la Golful Persic. Gan a lăsat o descriere detaliată a țărilor occidentale; se pare că a ajuns până în Mesopotamia, pe atunci sub controlul Imperiului Part. El intenționa să navigheze în Imperiul Roman, dar a fost descurajat când i s-a că drumul este periculos și că ar putea dura doi ani. Descurajat, el a revenit în China aducând noi informații cu privire la țările de la vest de teritoriile controlate de chinezi, până în bazinul Mediteranean.
Se crede că Gan Ying a lăsat o relatare despre Imperiul Roman (Daqin în Chineză), pe baza unor surse secundare—probabil marinari din porturile pe care le-a vizitat. Cartea Hanului de mai târziu îl localizează în Haixi („la vest de mare”, sau Egiptul Roman; marea este una cunoscută grecilor și romanilor ca Marea Eritreei⁠(d), care cuprindea Golful Persic, Marea Arabiei și Marea Roșie):
„Teritoriul său se întinde pe câteva mii de li  [un li în timpul dinastiei Han însemna 415,8 metri]. Și-au pus poște la intervale, toate zugrăvite și vopsite. Sunt pini și chiparoși, dar și copaci și plante de tot felul. Are mai mult de patru sute de orașe întărite. Sunt câteva zeci de regate mai mici dependente. Zidurile orașelor sunt făcute din piatră.”
Cartea Hanului de mai târziu oferă o descriere clară, deși inexactă, a guvernării romane:
„Regii lor nu sunt conducători permanenți, ci ei numesc oameni cu merite. Când țara este lovită de o calamitate, sau de ploi și furtuni neobișnuite, regele este dat jos și înlocuit cu altul. Cel dat jos din funcție se supune fără murmur. Locuitorii acelei țări sunt înalți și bine proporționați, cumva ca Hanii [chinezii], de unde li se spune [Daqin].”
Yule a remarcat că, deși descrierea constituției romane⁠(d) și a produselor de acolo sunt deformate, Cartea Hanului de mai târziu oferă o descriere corectă a pescăriilor de corali din Marea Mediterană⁠(d). Coralii erau extrem de apreciați ca produs de lux în China Han, importați printre alte locuri, din India (cea mai mare parte pe uscat, dar probabil și pe mare), acesta din urmă fiind regiunea unde romanii vindeau corali și cumpărau perle. Lista inițială de produse romane prezentate în Cartea Hanului de mai târziu, cum ar fi mătasea de mare⁠(d), sticla, chihlimbarul, cinabrul, și pânza de azbest, este extinsă în Weilüe⁠(d). Weilüe susține și că, în 134 e.n. conducătorul Regatului Shule⁠(d) (Kashgar), care era ostatic la curtea Imperiului Kushan, oferea pietre albastre (sau verzi) provenite de la Haixi ca daruri curții Han de Est. Fan Ye⁠(d), editor al Cărții Hanului de mai târziu, scria că fostele generații de chinezi nu au ajuns în aceste îndepărtate regiuni vestice, dar că relatarea lui Gan Ying le-a dezvăluit chinezilor țările, obiceiurile și produsele lor. În Cartea Hanului de mai târziu se afirmă și că parții (Chineză: 安息; Anxi) doreau „să controleze comerțul cu mătăsuri colorate chinezești” și, prin urmare, i-au împiedicat intenționat pe romani să ajungă în China.

### Posibili greco-romani din Birmania și China

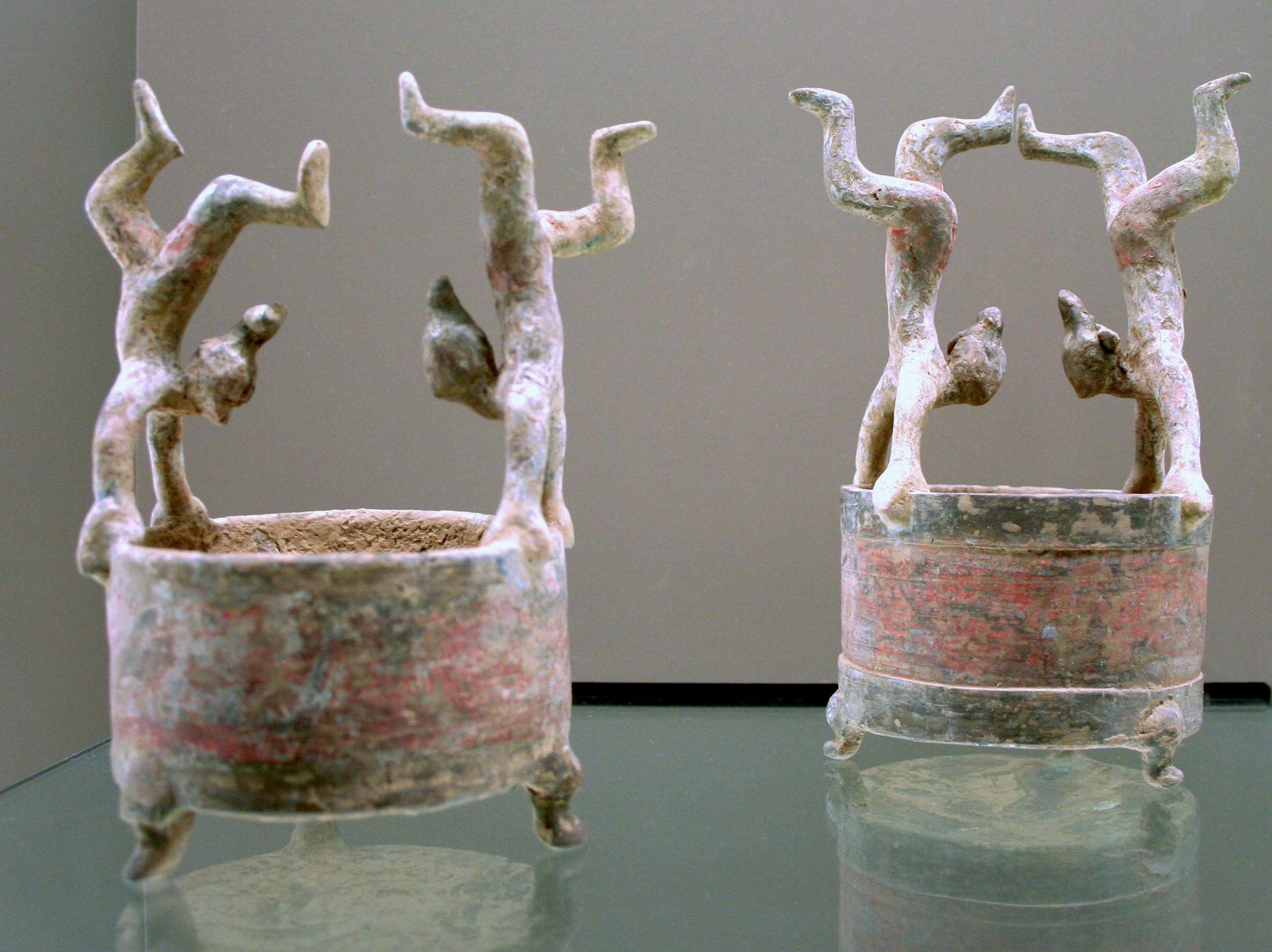
Vase ceramice din Hanul de vest ilustrând acrobați stând în mâini pe marginile lor; ' și ' afirmă că Mitridate al II-lea al Imperiului Part a trimis dariro, inclusiv sirieni, la curtea împăratului Wu Han; în Cartea Hanului de mai târziu, se afirmă că un rege din a trimis acrobați originari din Daqin la curtea în 120 e.n.

Se poate ca un grup de artiști acrobați greci, care pretindeau că sunt de „la vest de mări” (Egiptul Roman, pe care Cartea Hanului de mai târziu îl lega de Imperiul Daqin), au fost prezentați de un rege birmanez⁠(d) împăratului An din dinastia Han în 120 e.n. Se știe că atât în Imperiul Part cât și în Imperiul Kushan din Asia, etnicii greci au continuat să fie angajați după perioada elenistică ca muzicieni și sportivi. Cartea Hanului de mai târziu afirmă că împăratul An i-a transferat pe acești artiști la reședința sa de la țară din capitala Luoyang, unde au dat un spectacol la curtea sa și au fost premiați cu aur, argint și alte daruri. Raoul McLaughlin constată că romanii cunoșteau Birmania, India Trans Gangem⁠(d) (India de dincolo de Gange) și că Ptolemeu enumera orașele din Birmania. McLaughlin speculează ca romanii vindeau sclavi⁠(d) birmanezilor și așa ar fi ajuns acei artiști în Birmania înainte să fie trimiși de acolo împăratului chinez An. Jonglerii sirieni erau renumiți în literatura clasică⁠(d) occidentală, și sursele chinezești din secolul al II-lea î.e.n. îi menționează și ele.

### Prima solie romană

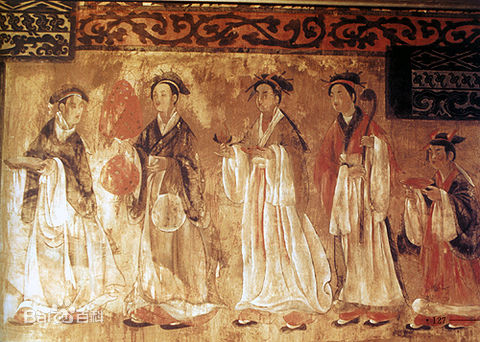
O pictură murală înfățișând femei îmbrăcate în robe tradiționale ' din mătase, din Mormântul de la Dahuting (în Chineză: 打虎亭汉墓, pinyin: Dahuting Han mu) de la sfârșitul dinastiei Han de Est (25-220 e.n.), situat în Zhengzhou, provincia Henan, China

Primul grup de oameni care pretindeau că reprezintă o solie romană în China a fost consemnat la 166 e.n. de Cartea Hanului de mai târziu. Solia a venit la împăratul Huan⁠(d) din dinastia Han din partea lui „Andun” (chineză 安敦; împăratul Antoninus Pius sau Marcus Aurelius Antoninus), „rege al Daqinului” (Roma). Cum Antoninus Pius a murit în 161 e.n., lăsând imperiul fiului său adoptiv Marcus Aurelius Antoninus, iar solul ajuns în 166 e.n., nu e foarte clar care dintre ei a trimis solia, întrucât ambii împărați se numeau „Antoninus”. Misiunea romană a venit dinspre sud (deci probabil pe mare), intrând în China prin frontiera de la Rinan sau Tonkin (în Vietnamul de astăzi). Ea purta daruri de coarne de rinoceri, fildeș, și carapace de țestoase, probabil dobândite în Asia de Sud. Textul afirmă că a fost primul contact direct între cele două țări. Yule specula că vizitatorii romani și-au pierdut darurile cu care porniseră în urma unor jafuri sau a vreunui naufragiu și folosit alte daruri în loc, fapt care a determinat sursele chinezești să bănuiască că ei evitau să dea cele mai de preț obiecte, critici care Yule consemna că au fost îndreptate și împotriva misionarului papal⁠(d) Ioan de Montecorvino⁠(d) când a ajuns în China, în secolul al XIII-lea e.n. Istoricii Rafe de Crespigny⁠(d), Peter Fibiger Bang⁠(d), și Warwick Ball⁠(d) cred că era cel mai probabil un grup de negustori romani⁠(d), și nu diplomați trimiși de Marcus Aurelius. Crespigny subliniază că prezența acestei solii romane, precum și a altora din Tianzhu⁠(d) (în nordul Indiei⁠(d)) și Buyeo (Manciuria), i-au conferit împăratului Huan prestigiul de care avea mare nevoie pe plan intern, el confruntându-se cu serioase probleme politice și cu critici⁠(d) pentru sinuciderea forțată a politicianului Liang Ji⁠(d), care dominase guvernul Han mult timp după moartea surorii lui, împărăteasa Liang Na⁠(d). Yule sublinia că se spune că solia romană a venit prin Jiaozhi⁠(d) în nordul Vietnamului, pe același traseu pe care surse din China susțineau că au sosit soliile din Tianzhu (nordul Indiei) în 159 și 161 e.n.

### Alte solii romane
Weilüe⁠(d) și Cartea Liangului⁠(d) consemnează sosirea în 226 e.n. a unui negustor numit Qin Lun⁠(d) (秦論) din Imperiul Roman⁠(d) (Daqin) la Jiaozhi (nordul Vietnamului controlat de China). Wu Miao, prefectul de Jiaozhi, l-a trimis la curtea lui Sun Quan⁠(d) (conducătorul din Wu de Est în timpul celor Trei Regate) la Nanjing, unde Sun a cerut negustorului să-i povestească despre țara lor natală și oamenii de acolo. S-a pregătit o expediție pentru trimiterea negustorului înapoi împreună cu zece femei și zece bărbați „pitici colorați negricios”, pe care îi ceruse drept curiozitate, precum și cu un ofițer chinez, Liu Xian din Huiji (în Zhejiang), care avea să moară pe drum. Potrivit Weilüe și Cărții Liangului, negustorii romani au fost activi în Cambodgia și Vietnam⁠(d), afirmație susținută și de descoperirile arheologice moderne ale unor obiecte antice mediteraneene în țările Asiei de Sud-Est Vietnam, Thailanda, Malaezia și Indonezia.

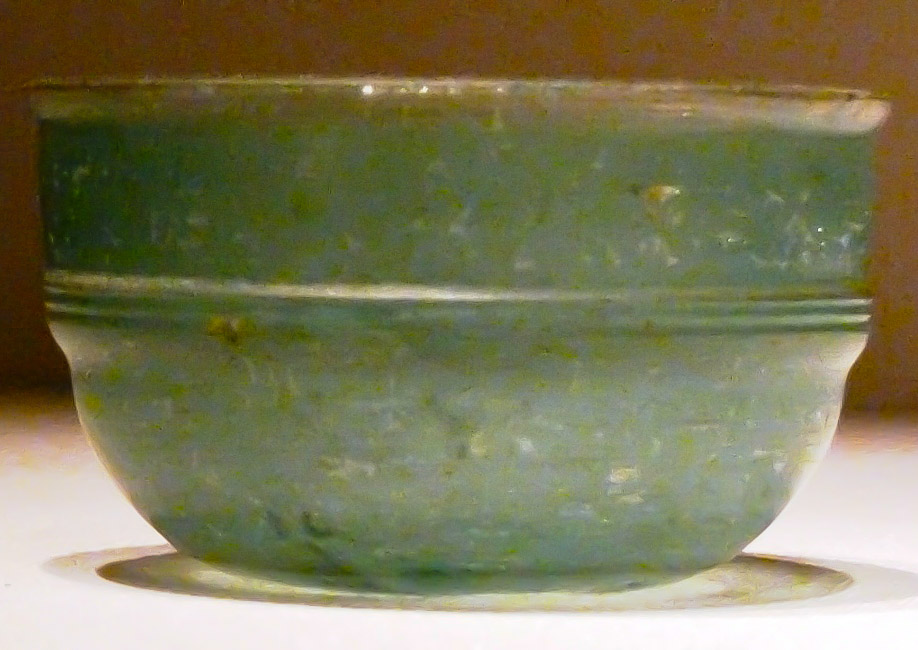
Cupă romană de sticlă verde excavată dintr-un mormânt din timpul dinastiei Han de Est (25-220 e.n.) la Guangxi (aproape de granița actuală cu Vietnamul, în)

Yule menționează că la începutul secolul al III-lea e.n., un conducător din Daqin a trimis un emisar cu daruri la curtea chineză nordică a lui Cao Wei (220-265 e.n.), care cuprindea articole din sticlă de diferite culori⁠(d). Câțiva ani mai târziu, se menționează că un meșteșugar din Daqin îi învăța pe chinezi cum să prefacă „pietrele în cristal cu ajutorul focului⁠(d)”, o curiozitate pentru chinezi.
O altă solie din Daqin aducea daruri ca tribut Imperiului Jin (265-420 e.n.). Aceasta se întâmpla în 284 e.n., în timpul domniei împăratului Wu Jin⁠(d) (266-290 e.n.), și a fost consemnată în Cartea lui Jin, precum și mai târziu în Wenxian Tongkao⁠(d). Această  solie a fost probabil trimisă de către împăratul Carus (282-283 AD), a cărui domnie scurtă a fost concentrată pe războiul⁠(d) cu Persia Sasanidă.

### Fulin: soliile bizantine

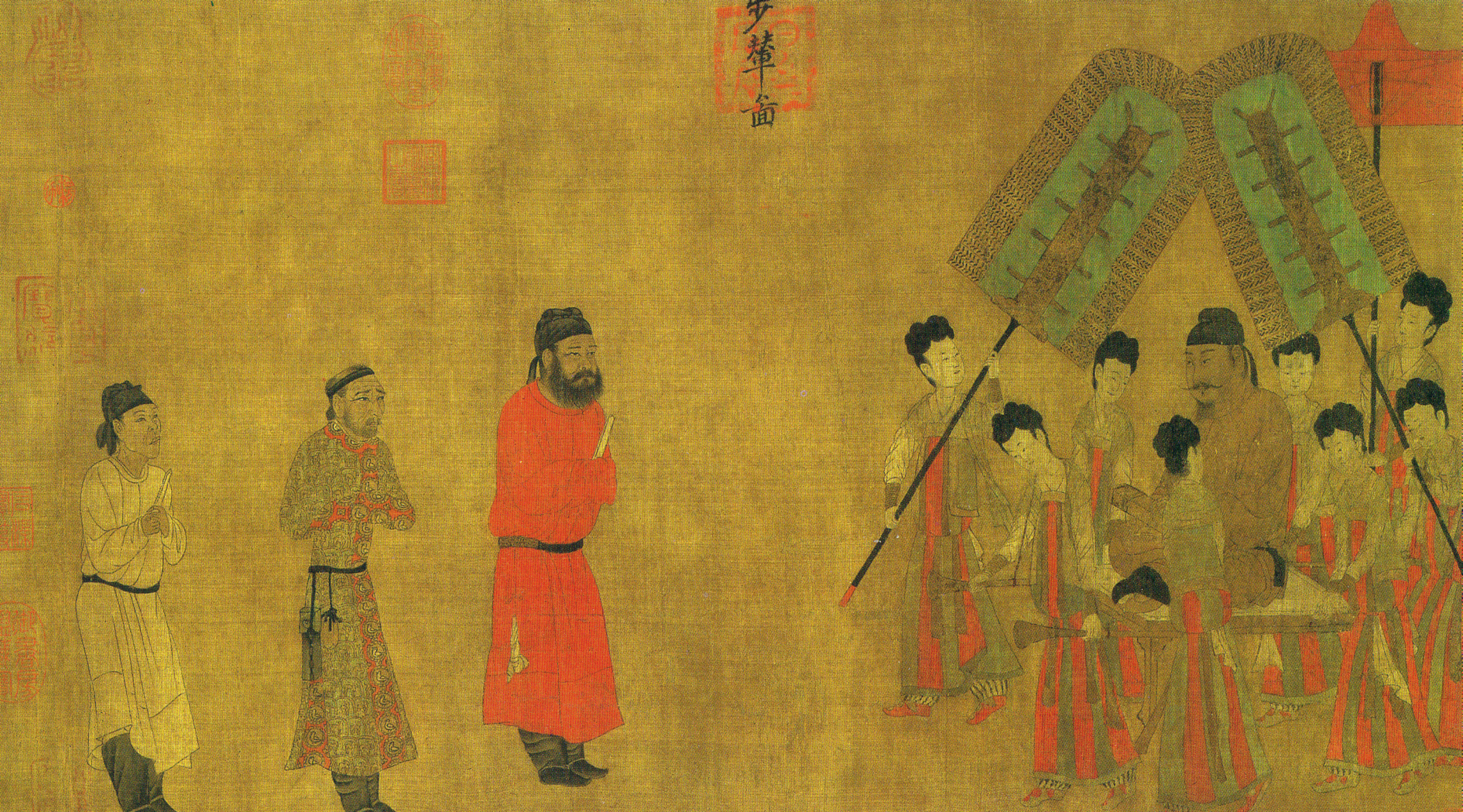
Împăratul Taizong din dinastia Tang (626-649 e.n.) îl primește la curtea sa pe, sol al ; pictură din 641 al (600-673 e.n.)

Istoriile chinezești ale dinastiei Tang (618-907 e.n.) consemnează contacte cu negustorii din "Fulin" (拂菻), o nouă denumire utilizată pentru a desemna Imperiul Bizantin. Primul contact diplomatic a avut loc în 643 e.n. în timpul domniilor lui Constans al II-lea (641-668 e.n.) și a împăratului Taizong din Tang (626-649 e.n.). În Cartea veche a Tangului⁠(d), urmată de Cartea nouă a Tangului⁠(d), se dă numele „Po-a-li” (波多力, pinyin: Bōduōlì) pentru Constans al II-lea, ceea ce Hirth crede că ar fi o transcriere a numelui Kōnstantinos Pogonatos, sau „Constantin Bărbosul”, mențiunea fiind cu titlul de rege (王 wáng). Yule și S. A. M. Adshead oferă o altă variantă de transcriere generată din „patriarh” sau „patrician”, eventual o trimitere la unul dintre regenții care acționau în numele monarhului bizantin de 13 ani. Istoriile tang consemnează cum Constans al II-lea a trimis o sollie în al 17-lea an al perioadei de domnie Zhenguan (貞觀; 643 e.n.), aducând daruri de sticlă roșie și pietre prețioase verzi. Yule subliniază că Yazdegerd al III-lea⁠(d) (632-651 e.n.), ultimul conducător a Imperiului Sasanid, trimisese diplomați în China să obțină ajutor de la împăratul Taizong (considerat suzeran⁠(d) peste Ferghana în Asia Centrală) în timpul pierderii centrului civilizației persane în fața Califatului islamic Rashidun, ceea ce ar fi putut să-i determine și pe bizantini să trimită reprezentanți în China în contextul recentei lor pierderi a Siriei în fața musulmanilor⁠(d). Sursele Tang din China consemneaza și ele cum prințul sasanid Peroz al III-lea⁠(d) (636-679 e.n.) a fugit în China dinastiei Tang după cucerirea Persiei de către califatul Islamic aflat în expansiune⁠(d).
Yule afirmă că alte solii din Fulin în perioada Tang au sosit în 711 si 719 e.n., și o alta din 742 e.n. care ar putea fi călugări nestorieni. Adshead dă o listă de patru contacte diplomatice oficiale cu Fulinul în Cartea veche a Tangului ca fiind în 643, 667, 701, și 719 e.n. El speculează că absența acestor misiuni în sursele documentare din Europa de Vest poate fi explicată prin felul în care vedeau bizantinii, de obicei, relațiile politice cu puterile orientale, precum și de posibilitatea ca acestea să fi fost inițiate în numele unor oficiali de la frontieră, și nu al guvernului central⁠(d). Yule și Adshead sunt de acord că o misiune diplomatică din Fulin a pornit în timpul domniei lui Iustinian al II-lea (685-695 e.n.; 705-711 e.n.). Yule susține că ea a avut loc în anul morții împăratului, 711 e.n., pe când Adshead afirmă că ea a pornit în 701 e.n. în timpul uzurpării lui Leontios și a exilului împăratului în Crimeea, probabil, motivul pentru omisiunea din arhivele bizantine și o sursă de confuzie pentru istoriile chinezești despre cine anume a trimis solia. Iustinian al II-lea și-a recăpătat tronul cu ajutorul bulgarilor și printr-o alianță cu tătarii cimentată prin căsătorie. Adshead consideră, prin urmare, o misiune trimisă în China Tang ar fi în concordanță cu comportamentul lui Iustinian al II-lea, mai ales dacă știa de permisiunea împărătesei Wu Zetian acordată lui Narsieh⁠(d), fiul lui Peroz a III-a, de a porni la război împotriva arabilor din Asia Centrală, la sfârșitul secolului al VII-lea. Solia din Fulin din anul 719 e.n. a venit, se pare, de la Leon al III-lea Isauricul (717-741 e.n.) la curtea împăratului Xuanzong din dinastia Tang⁠(d) (712-756 e.n.), într-o perioadă când împăratul bizantin căuta din nou contacte cu puterile orientale cu o nouă alianță prin căsătorie cu hazarii. Solia din acest an a coincis cu refuzul lui Xuanzong de a acorda ajutor sogdianilor din Buhara și Samarkand împotriva forțelor arăbești de invazie⁠(d). O solie a Califatului Umayyad a fost primită de către curtea Tang în 732 e.n.; victoriile arabe în 751 e.n. în bătălia de la Talas⁠(d) și în Revolta din An Lishan⁠(d) au blocat eforturile intervenționiste ale Chinei Tang în Asia Centrală.
Ultimele contacte diplomatice cu Fulinul sunt înregistrate ca având loc în secolul al XI-lea. Din Wenxian Tongkao, scrisă de istoricul Ma Duanlin⁠(d) (1245-1322), și din Istoria Songului⁠(d), se știe că împăratul bizantin Mihail al VII-lea Parapinakēs Caesar (滅力沙靈改撒, Mie li sha ling kai sa) din Fulin a trimis o solie dinastiei Song, care a sosit în 1081, în timpul domniei împăratului Shenzong din dinastia Song⁠(d) (1067-1085). În Istoria Songului se descriu darurile aduse de solia bizantină, precum și produsele realizate în Bizanț. Acesta descria și pedepsele folosite în legea bizantină⁠(d), cum ar fi pedeapsa capitală executată prin introducerea condamnatului într-un „sac de pene” și aruncarea lui în mare, probabil practica romano-bizantină poena cullei⁠(d) (latinescul care înseamnă „pedeapsa cu sacul”). Ultima solie atestată a ajuns în 1091, în timpul domniei lui Alexios I Komnenos (1081-1118 AD); acest eveniment este menționat doar în trecere.
Istoria Yuanului⁠(d) oferă o biografie a unui bizantin pe nume Ai-sie (transliterare, fie de la Iosua, fie de la Iosif), care a slujit inițial la curtea lui Güyük Han⁠(d), dar mai târziu a devenit un astronom⁠(d) și medic⁠(d) important pentru curtea lui Kublai Han, fondatorul mongol al dinastiei Yuan (1271-1368), la Khanbaliq⁠(d) (Beijingul modern). El a primit în cele din urmă titlul de prinț de Fulin (拂菻王, Fúlǐn wáng) și copiii lui erau consemnați cu numele lor chinezești⁠(d), care par să se potrivească cu transliterări ale numelor de botez⁠(d) Elias, Luca, și Antoniu. Se știe despre Kublai Han și că a fi trimis călugări nestorieni, inclusiv pe Rabban Bar Sauma, la curtea domnitorului bizantin Andronic al II-lea Paleologul (1282-1328 e.n.), ale cărui surori pe jumătate s-au căsătorit cu strănepoți⁠(d) ai lui Genghis Khan, acest domnitor fiind astfel rudă prin căsătorie cu conducătorul mongol de la Beijing.
În Imperiul Mongol, care avea în cele din urmă să cuprindă toată China⁠(d), au călătorit destui Occidentali încât, în 1340, Francesco Balducci Pegolotti⁠(d) să compileze un ghid pentru ceilalți negustori despre cum să schimbe argintul pentru bani de hârtie cu care să cumpere mătase în Khanbaliq (Beijing)⁠(d). În această etapă, Imperiul Roman de Răsărit, desființat temporar de Imperiul Latin, se micșorase într-un stat-rămășiță, cuprinzând regiuni din Grecia⁠(d) și Anatolia⁠(d). Ma Duanlin⁠(d), autorul lucrării Wenxian Tongkao, remarca granițele politice schimbătoare, deși, în general, se baza pe date de geografie politică eronate și distorsionate. El a scris că istoricii dinastiei Tang considerau că „Daqin” și „Fulin” sunt aceeași țară, dar el avea rezerve cu privire la acest lucru din cauza mai multor îngrijorări, între care și discrepanțele între relatările geografice (ortografie Wade–Giles):
„În al șaselea an al lui Yuan-yu [1091] au trimis două solii, și regelui lor i s-a dat, din ordin imperial, 200 de pânze, perechi de vaze de argint, și haine cu aur încins în brâu. După istoricii dinastiei T'ang, țara Fulin se zice că era la fel cu vechea Ta-ts'in. Trebuie însă observat că, chiar dacă, din dinastia Han de mai târziu când s-a comunicat întâia oară cu Zhongguo, până la dinastiile to the Chin and T'ang, Ta-ts'in a oferit tribut fără întrerupere, istoricii celor „patru domnii” ale dinastiei Sung, în notele lor despre Fulin, spun că această țară nu a trimis curții tribut până în vremea lui Yuan-feng [1078–1086] când au trimis prima lor solie cu produse locale. Dacă noi, acum, punem împreună cele două relatări despre Fulin ca venind de la doi istorici diferiți, aflăm că, în relatarea dinastiei T'ang, se spune că această țară „se mărginește cu marea cea mare la apus”; pe când relatarea Sung spune că „de la apus încă mai e cale de treizeci de zile până la mare”; și nici restul granițelor nu corespunde între cele două; nici produsele și obiceiurile oamenilor. Bănuiesc că avem în fața noastră doar o accidentală asemănare de nume, și că țara nu este de fapt aceeași cu Ta-ts'in. De aceea, am adăugat relatarea despre Fulin de la dinastia T'ang la capitolul meu despre Ta-ts'in, și am reprezentat acest Fulin al dinastiei Sung ca o cu totul altă țară.”
Istoria Mingului⁠(d) expune modul în care împăratul Hongwu⁠(d), fondatorul dinastiei Ming (1368-1644), a trimis un negustor din Fulin pe nume „Nieh-ku-lun” (捏古倫) înapoi în țara sa natală cu o scrisoare anunțând întemeierea dinastiei Ming⁠(d). S-a speculat că negustorul ar fi fostul arhiepiscop⁠(d) de Khanbaliq⁠(d) pe nume Nicolaus de Bentra (care i-a urmat lui Ioan de Montecorvino⁠(d) în acest post). Istoria Ming explică mai departe că contactele între China și Fulin au încetat după acest moment și solii de la marea cea mare din vest (Mediterana) nu au mai apărut în China până în secolul al XVI-lea, la sosirea în 1582 a misionarului iezuit⁠(d) italian Matteo Ricci în Macao.

## Relațiile comerciale

### Exporturile romane către China

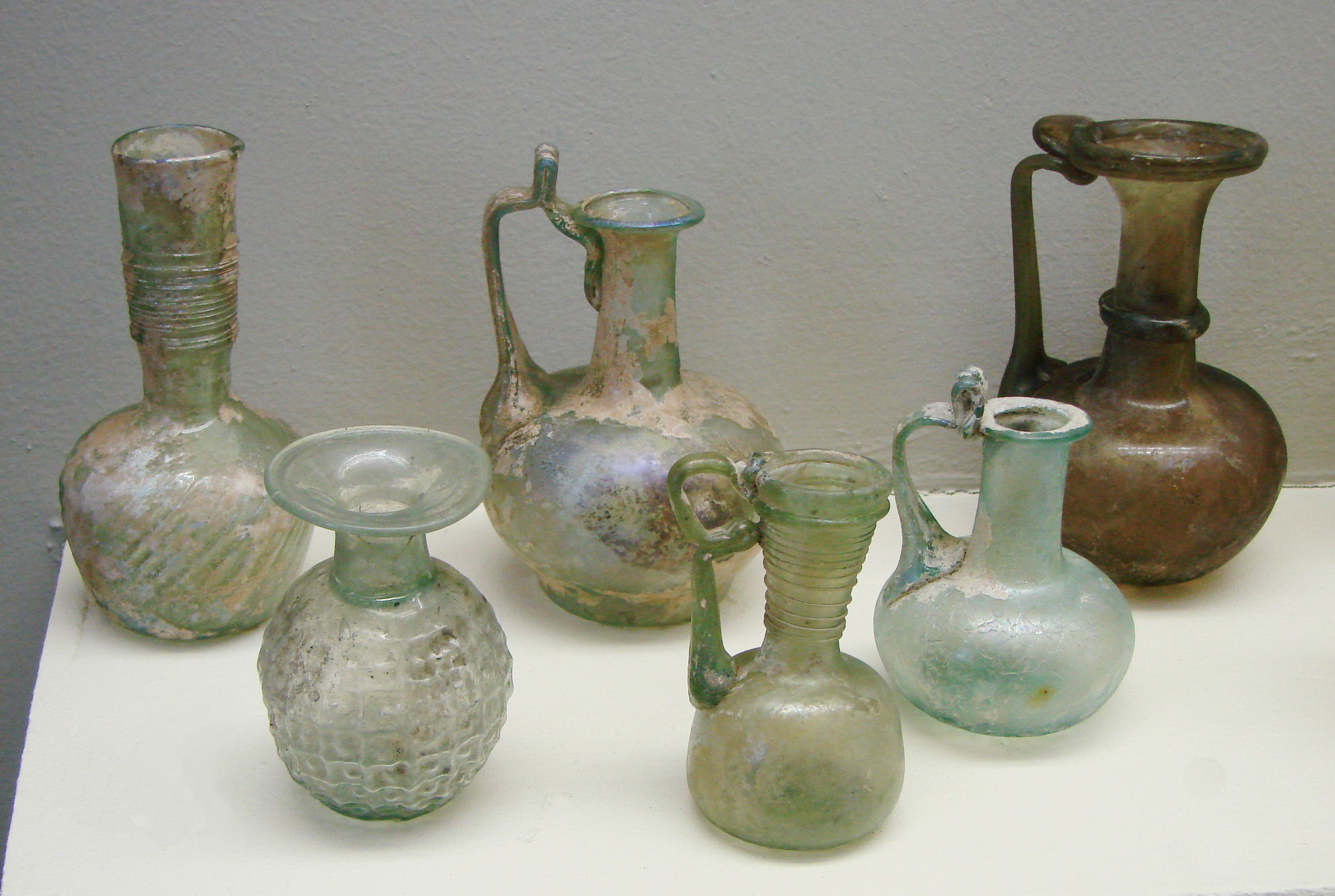
Sticlă romană din secolul al II-lea

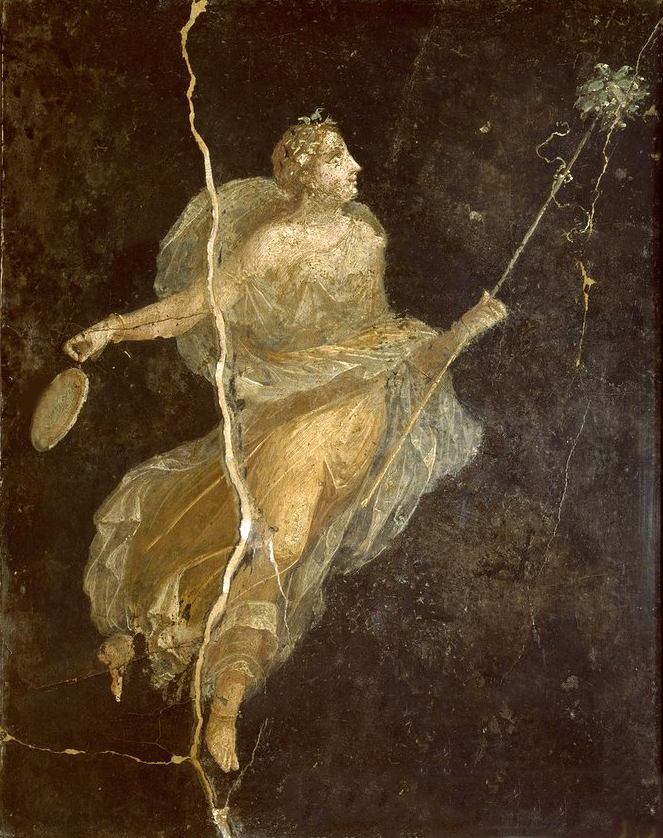
Frescă romană din Pompei înfățișând o menadă în rochie de mătase,

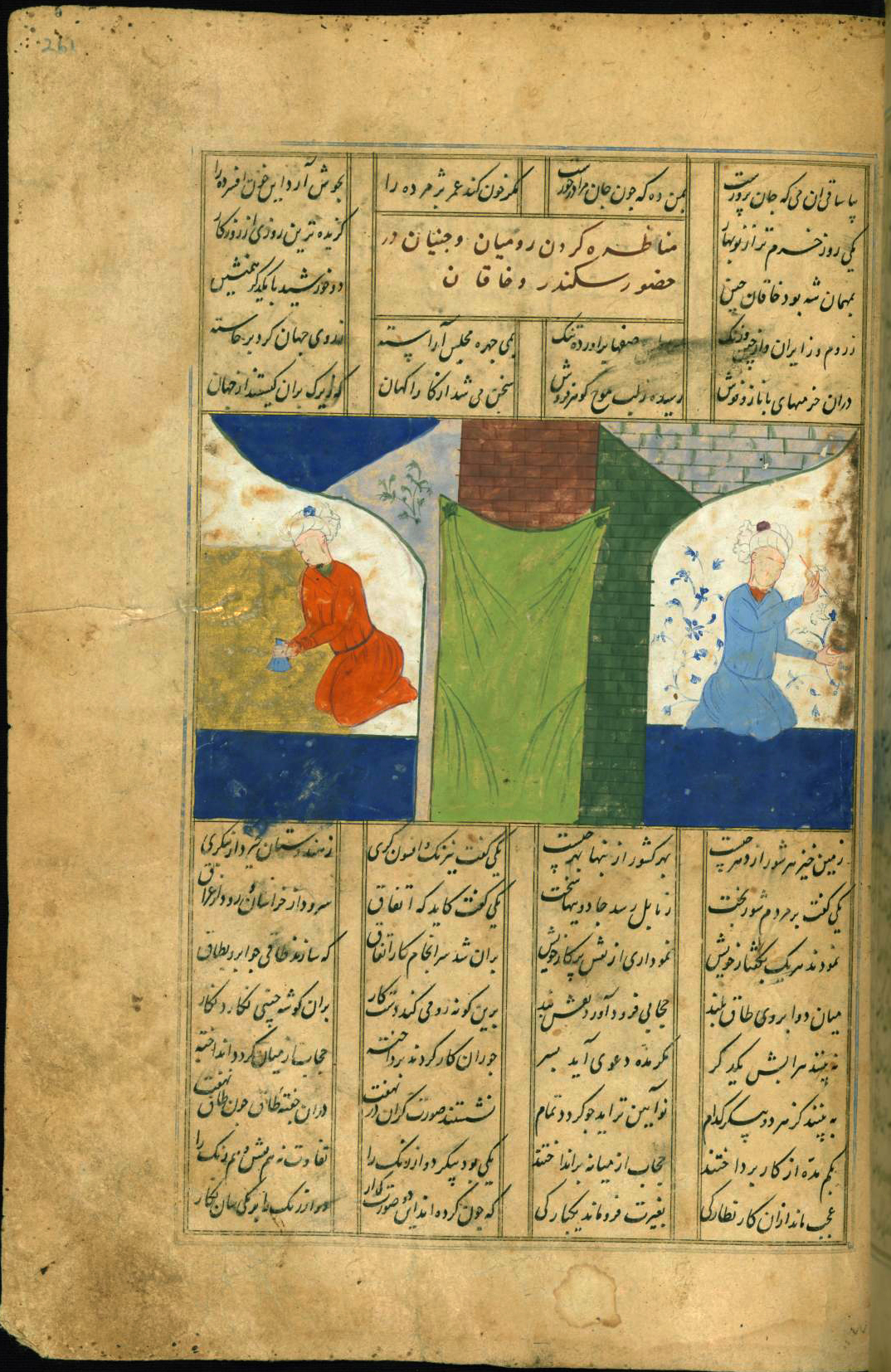
Tablou intitulat Despărțiți de o perdea verde, un artist chinez și unul roman concurează, original de Nizami Ganjavi (1141-1209), dintr-o copie persană din epoca Timuridă, datată 1481

Legăturile comerciale directe între țările de la Marea Mediterană și India apăruseră la sfârșitul secolului al II-lea î.e.n., fiind inițiate de Regatul Ptolemaic elenistic din Egipt. Navigatorii greci au învățat să folosească vânturile regulate musonice pentru călătoriile lor comerciale în Oceanul Indian. Comerțul maritim foarte animat din epoca romană este confirmat de excavarea unor mari depozite de monede romane de-a lungul unei mari părți din coasta Indiei. Multe porturi comerciale ce aveau legături cu comunitățile romane au fost identificate în India⁠(d) și Sri Lanka de-a lungul rutei folosite de misiune romană. Dovezi arheologice care se întind de la Marea Roșie și porturile de Egiptul Roman până în India sugerează că activitatea comercială romană din Oceanul Indian și Asia de Sud-Est⁠(d) a scăzut puternic odată cu Ciuma Antonină din 166 e.n., același an în care a sosit prima solie romană în China dinastiei Han, unde avuseseră loc epidemii similare în 151 e.n.
Sticlă de mare calitate realizată de producătorii romani din Alexandria și Siria a fost exportată în multe părți ale Asiei, inclusiv în China Han. Primul obiect din sticlă romană descoperit în China este un castron de sticlă verzuie datând de la începutul secolului I î.e.n. și excavat dintr-un mormânt Han Vestic din orașul-port sudic Guangzhou, care ajunsese acolo probabil prin Oceanul Indian și pe Marea Chinei de Sud. Alte obiecte romane din sticlă sunt un castron din sticlă mozaicată găsit în mormântul unui prinț de lângă Nanjing datat la 67 e.n. și o sticlă cu dungi albe opace găsită într-un mormânt Han Estic din Luoyang. Sticlărie romană și persană a fost găsită într-un mormânt din secolul al V-lea e.n. din Gyeongju⁠(d), Coreea, capitala Sillei antice, la est de China. Mărgele romane de sticlă au fost descoperite chiar și în Japonia, în movila funerară Utsukushi din perioada Kofun (secolul al V-lea e.n.) de lângă Kyoto.
Din surse chinezești se știe că și alte obiecte romane de lux erau căutate către chinezi. Printre acestea se numără covoare brodate cu aur și pânza aurită, chihlimbarul, pânza de azbest și mătasea de mare⁠(d), un material obținut din firele de păr similare mătăsii ale unei moluști mediteraneene, Pinna nobilis⁠(d). Pe lângă obiectele de argint și bronz datate în secolele al III-lea–al II-lea î.e.n.  găsite în toată China datat și, probabil, originare din Imperiul Seleucid, există și o farfurie romană de argint aurit⁠(d) datată în secolele al II-lea–al III-lea e.n. și găsită în județul Jingyuan, Gansu⁠(d), cu o imagine în relief reprezentându-l pe zeul greco-roman Dionis odihnindu-se pe o creatură felină.
În secolul al II-lea e.n., dacă nu chiar mai devreme, s-a deschis un traseu maritim până în portul Rinan⁠(d), controlat de chinezi, din Jiaozhi (în Vietnamul modern) și cu regatul khmer⁠(d) Funan⁠(d). Ferdinand von Richthofen⁠(d) a propus în 1877 Jiaozhi ca portul cunoscut de geograful greco-roman Ptolemeu drept Cattigara, situat în apropierea orașului Hanoi. Ptolemeu scria⁠(d) că Cattigara se afla dincolo de Hersonesul de Aur⁠(d) (Malaezia) și că a fost vizitată de un marinar grec, pe nume Alexandru, cel mai probabil un negustor. Identificarea Cattigarei drept Hanoi de către Richthofen a fost acceptată pe scară largă până la descoperirile arheologice de la Óc Eo⁠(d) (în apropiere de orașul Ho Chi Minh), în delta Mekongului⁠(d) pe la mijlocul secolului al XX-lea, care au sugerat că aceasta ar fi fost de fapt locația sa. Granville Allen Mawer afirmă că lui Cattigara lui Ptolemeu pare să corespundă cu latitudinea la care se află azi Óc Eo, unde s-au găsit obiecte romane și bijuterii autohtone care imitau monedele romane antonine. La Óc Eo, care odinioară se afla pe coastă, monedele romane au fost printre vestigiile comerțului pe distanțe lungi descoperite de arheologul francez André Gaudel⁠(d) în anii 1940. Printre acestea, se numără medalioane romane de aur din vremea domniilor lui Antoninus Pius și a succesorului său, Marcus Aurelius. Acolo s-au găsit și sticlărie, mărgele și brățări antice romane.
Legătura comercială cu Cattigara se extindea, prin porturile de pe coastele Indiei și Sri Lankăi, până la porturile controlate de romani în Egipt și în teritoriile nabateene de pe coasta de nord-est a Mării Roșii. Arheologul Warwick Ball nu consideră că descoperirile ca obiectele romane și de inspirație romană de la Óc Eo, o monedă a împăratului roman Maximian găsită în Tonkin, și o lampă de bronz romană de la P'ong Tuk din delta Mekongului, ar fi dovezi concludente că romanii au vizitat aceste zone și sugerează, în schimb, că produsele ar fi putut fi introduse de către negustori indieni. Observând că romanii aveau un port comercial recunoscut în Asia de Sud-Est, Dougald O'Reilly scrie că există puține dovezi care să sugereze că Cattigara este Óc Eo. El susține că obiectele romane găsite acolo indică doar faptul că rețeaua comercială din Oceanul Indian se întindea până la vechiul Regat Funan.

### Mătasea asiatică în Imperiul Roman
Comerțul chinezilor cu Imperiul Roman⁠(d), confirmat de dorința de mătase a romanilor, a început în secolul 1 î.e.n. Romanii știau despre mătasea sălbatică⁠(d), recoltată de pe Cos (coa vestis⁠(d)), dar la început nu au făcut legătura cu mătasea produsă în Pamir în Regatul Sarikol⁠(d). Au existat foarte puține contacte comerciale directe între romani și chinezii Han, întrucât rivalii parți și kushani își protejau fiecare rolul profitabil de intermediari ai comerțului.
În secolul I î.e.n. mătasea era încă o marfă rară în lumea romană; prin secolul I e.n. acest valoros produs a devenit mult mai disponibil pe scară largă. În Istoria naturală (77-79 e.n.), Pliniu cel Bătrân deplângea pierderile financiare de monedă din economia romană către achiziția acestui lux costisitor. El a remarcat că femeile Romei și achizițiile de produse de lux din India, Arabia, și de la Seres din Extremul Orient costau imperiul aproximativ 100 de milioane de sesterți pe an, și a susținut că s-au efectuat călătorii la Seres pentru a dobândi pânză de mătase, împreună cu scufundările după perle⁠(d) în Marea Roșie. În ciuda afirmațiilor lui Pliniu cel Bătrân despre dezechilibrul comercial și cantitatea de monedă romană utilizată pentru achiziționarea de mătase, Warwick Ball afirmă că achiziționarea de către romani a altor mărfuri străine, în special a condimentelor din India, avea un impact mult mai mare asupra economiei romane. În 14 e.n., Senatul a emis un edict care interzicea purtarea de mătase de către bărbați, dar ea a continuat să curgă fără încetare în lumea romană. Dincolo de îngrijorările economice, cum că importul de mătase cauzează un flux mare de avere, hainele de mătase erau considerate și a fi decadente și imorale de către Seneca cel Bătrân⁠(d):
„Văd hainele de mătase, dacă materialele care nu ascund trupul, nici măcar decența, pot fi numite haine ... mizerabile pâlcuri de fecioare muncesc pentru ca adultera să se vadă prin haina ei subțire, ca soțul ei să nu știe mai multe decât străinul despre trupul soției.”—Seneca cel Bătrân c. 3 î.e.n. – 65 e.n., Excerpta Controversiae 2.7

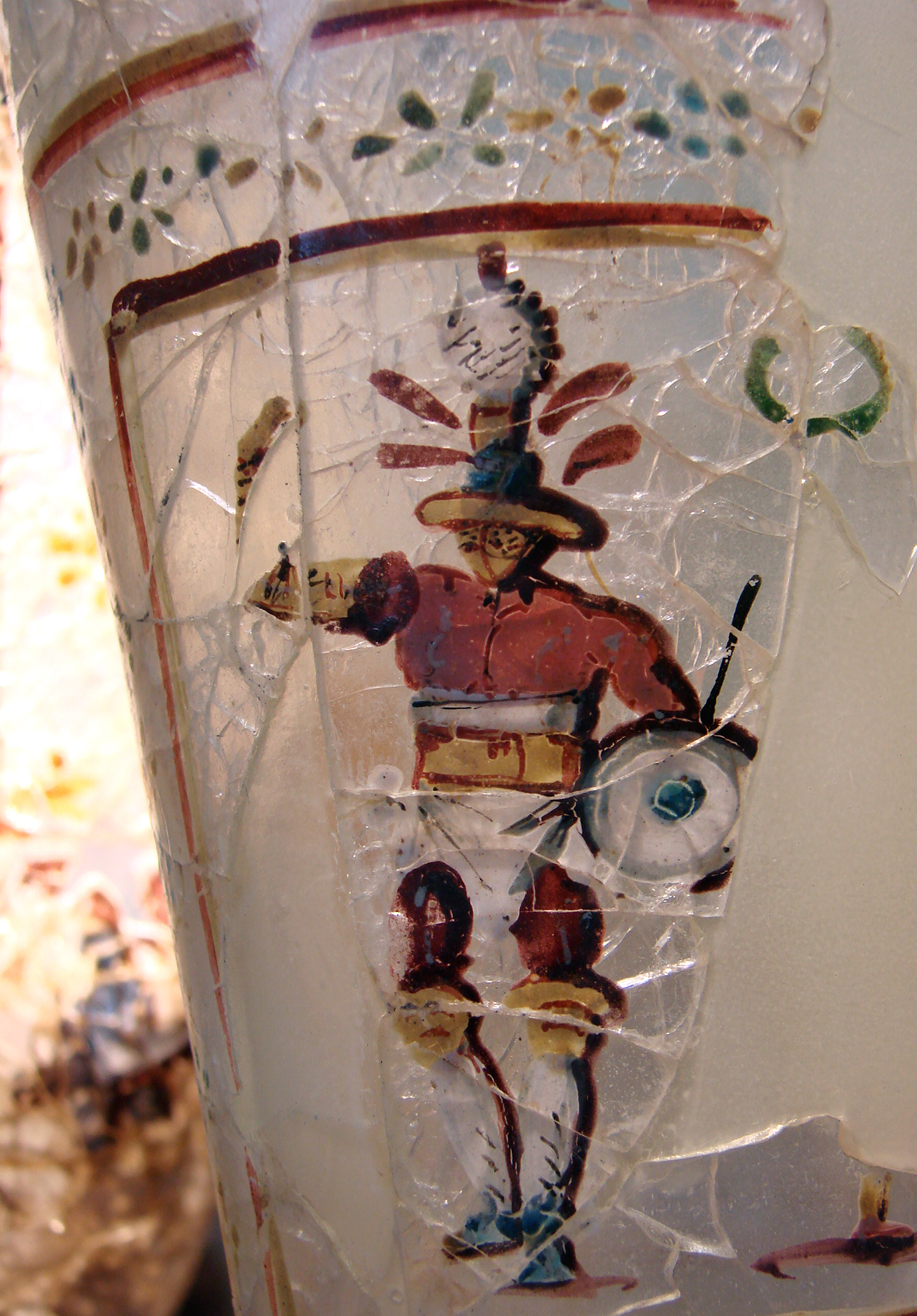
Sticlă romană datând din 52-125 e.n. găsită la, Afganistan, un oraș regal din Imperiul Kushan unde, potrivit lui, se afla probabil în drum spre China pe Drumul Mătăsii, împreună cu alte obiecte din sticlă.

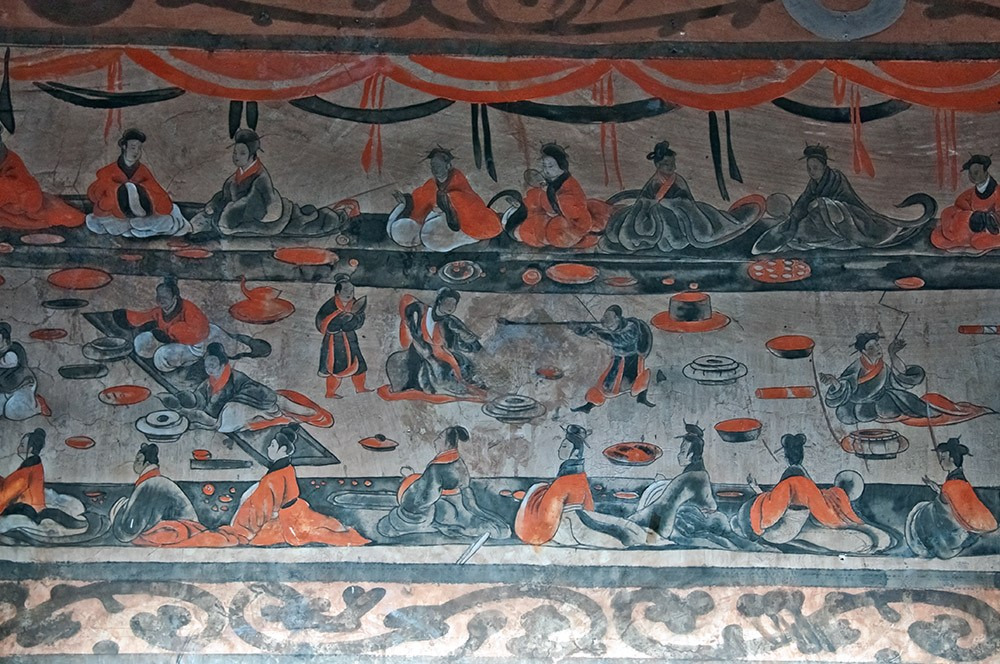
din Hanul de Est (25-220 e.n.) înfățișând un banchet cu bărbați și femei în haine tradiționale Hanfu de mătase, din Mormântul Dahuting (în chineză: 打虎亭汉墓) pe malul sudic al râului Suihe din Zhengzhou, China

Obiecte comercializate, cum ar fi mirodeniile și mătasea trebuia să fie plătite cu monedă romană de aur. În China exista o oarecare cerere pentru sticla romană; chinezii Han produceau și ei sticlă în anumite locații. Sticlăria chinezească datează din epoca Han de Vest (202 î.e.n. – 9 e.n.). În relațiile cu statele străine, cum ar fi Imperiul Part, Chinezii Han erau, probabil, mai preocupați să obțină avantaj pe plan diplomatic față de principalii lor dușmani, nomazii Xiongnu, decât să stabilească relații comerciale, întrucât preocupările mercantile și clasa negustorilor⁠(d) erau dezaprobate de către mica nobilime⁠(d), care domina guvernul Han⁠(d).

### Monede romane și bizantine descoperite în China

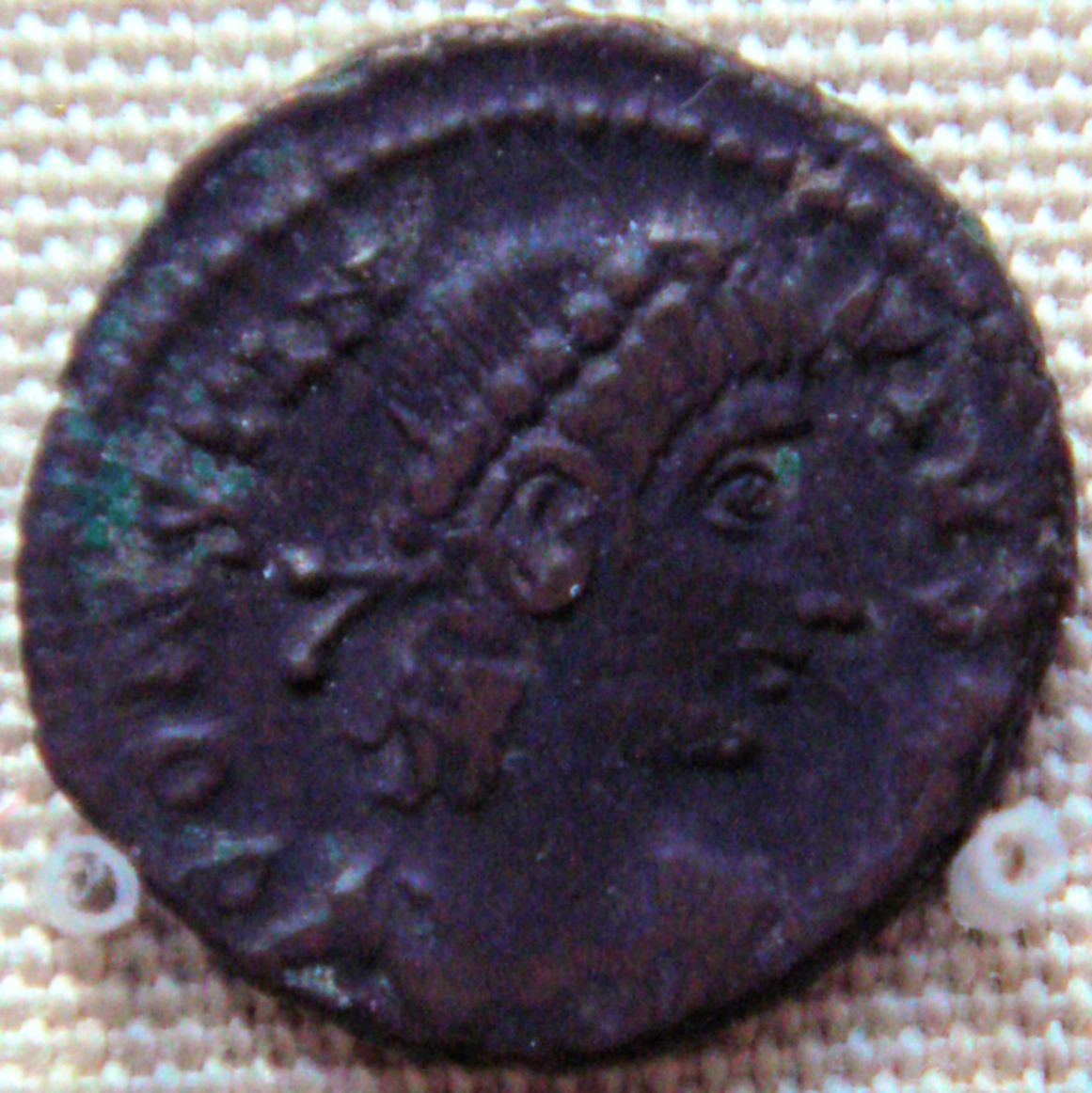
Monedă de bronz cu Constantius al II-lea (337-361 e.n.), găsită în, China modernă

#### Context
La scurt timp după ce călugări creștini nestorieni au adus clandestin ouă de viermi de mătase în Imperiul Bizantin din China, istoricul bizantin din secolul al VI-lea e.n. Menander Protector scria despre cum sogdianii încercau să stabilească legături de negoț cu mătase chinezească în Imperiul Bizantin. După formarea unei alianțe cu conducătorul persan sasanid Khosrow I pentru a învinge Imperiul Hephthalit, Istämi⁠(d), conducătorul Göktürk⁠(d) al Haganatului Turcic⁠(d), a fost abordat de negustorii sogdiani care solicitau o audiență la regele sasanid pentru privilegiul de a călători prin teritoriile persane pentru comerțul cu bizantinii. Istämi a refuzat prima cerere, dar atunci când a aprobat-o pe-a doua și l-a trimis pe solul sogdian la regele sasanid, acesta din urmă a ucis membrii soliei cu otravă. Maniakh, un diplomat sogdian, l-a convins pe Istämi să trimită o solie direct în capitala bizantină Constantinopol, care a sosit în 568 e.n. și a oferit nu numai mătase în dar domnitorului bizantin Iustin al II-lea, dar și o alianță împotriva Persiei Sasanide. Iustin al II-lea a acceptat și a trimis o solie condusă de Zemarchus⁠(d) în Haganatul Turcic, asigurând comerțul direct ci mătase, dorit de sogdiani.

#### Descoperiri arheologice
Numărul mic de monede romane și bizantine descoperite în timpul săpăturilor din siturile arheologice din Asia Centrală și China datând din această epocă sugerează că schimburile comerciale directe cu sogdianii au rămas limitate, în ciuda faptului că romanii antici importau mătase chinezească Han, și descoperirile din mormintele contemporane indică faptul că chinezii dinastiei Han⁠(d) importau sticlărie romană. Valerie Hansen⁠(d) scria în 2012 că nu s-a găsit nicio monedă romană din epocile Republicii Romane (507-27 î.e.n.) sau a Principatului (27 î.e.n. – 284 e.n.) ale Imperiului Roman au fost găsite în China. Warwick Ball⁠(d) (2016) evidențiază o descoperire de la Xi'an, China (pe locul capitalei Han Chang'an⁠(d)) unde s-a găsit un tezaur de șaisprezece monede romane din timpul domniei lui Tiberius (14-37 e.n.) până la Aurelian (270-275 e.n.). Monedele romane găsite la Óc Eo, Vietnam, în apropiere Jiaozhou⁠(d) controlat de China, datau de la mijlocul secolului al II-lea e.n. O monedă a lui Maximian (286-305 e.n.) a fost descoperită în Tonkin. Monede romane din secolele al III-lea și al IV-lea e.n. au fost descoperite în Japonia, la Castelul Katsuren⁠(d) (în Uruma, Okinawa), construit între secolele al XII-lea și al XV-lea.
Cele mai vechi monede solidus din aur din Imperiul Roman de Răsărit găsite în China datează din timpul domniei împăratului bizantin Teodosie al II-lea (408-450 e.n.) și numără cu totul patruzeci și opt (în comparație cu cele 1300 de monede de argint) găsite în Xinjiang și restul Chinei. Utilizarea de monede de argint în Turfan a persistat mult timp după campania Tang împotriva Karakhojei⁠(d) și cucerirea chinezească din 640 e.n., cu o creștere treptată a adopției monedelor chinezești de bronz⁠(d) în secolul al VII-lea e.n. Hansen susține că aceste monede bizantine se găseau aproape întotdeauna împreună cu monede de argint persane sasanide⁠(d) și că monedele de aur bizantine erau folosite mai mult ca obiecte ceremoniale cum ar fi talismane, confirmând preeminența Iranului Mare⁠(d) în comerțul chinezesc pe Drumul Mătăsii în Asia Centrală, comparativ cu Bizanțul. Walter Scheidel⁠(d) remarca că chinezii vedeau monedele bizantine drept bijuterii exotice, preferând să folosească monedele de bronz în dinastiile Tang și Song, precum și bani de hârtie în timpul perioadelor Song și Ming, chiar și în vremea când lingourile⁠(d) de argint abundau. Ball scrie că deficitul de monede romane și bizantine în China, și cantitățile mai mari găsite în India, sugerează că cea mai mare parte din mătasea chinezească era achiziționată de către romani din India maritimă, ocolind în mare măsură, Drumul Mătăsii de pe uscat prin Iran. Monede chinezești din dinastiile Sui și Tang (secolele al VI-lea–al X-lea e.n.) au fost descoperite în India; cantități semnificativ mai mari sunt datate în perioada Song (secolele al XI-lea–al XIII-lea), în special în teritoriile dinastiei Chola⁠(d).
Chiar cu producția bizantină de mătase începută în secolul al VI-lea e.n., soiurile chinezești erau încă considerate a fi de calitate mai bună. Această teorie este susținută de descoperirea unui solidus bizantin bătut în timpul domniei lui Iustin al II-lea găsit într-un mormânt din timpul dinastiei Sui în provincia Shanxi în 1953, printre alte monede bizantine descoperite în diverse situri. Istoriile chinezești oferă descrieri de monede romane și bizantine. Weilüe⁠(d), Cartea Hanului de mai târziu, Cartea Jinului, precum și ulterior Wenxian Tongkao⁠(d), remarcau că zece monede romane de argint valorau cât una de aur. Aureus roman de aur valora aproximativ douăzeci și cinci de dinari din argint. În timpul Imperiului Bizantin de mai târziu, doisprezece Miliaresion de argint valorau cât o nomisma de aur. Istoria Songului⁠(d) consemnează că bizantinii făceau monede, fie de argint, fie de aur, fără găuri în mijloc⁠(d), cu o inscripție a numelui regelui. De asemenea, acesta afirmă că bizantinii interziceau producția de monede falsificate.

## Rămășițe umane
În 2010, ADN-ul mitocondrial a fost folosit pentru a identifica un schelet parțial găsit într-un mormânt roman din secolul I sau al II-lea e.n. în Vagnari, Italia, ca având strămoși din Asia de Est din partea mamei.
O analiză efectuată în 2016 pe descoperirile arheologice din Southwark din Londra, situl orașului antic roman Londinium din Britania Romană, sugerează că două sau trei schelete dintr-un eșantion de douăzeci și doi, datând din secolele al II-lea–al IV-lea e.n. sunt de origine asiatică, și, probabil, de origine chineză. Afirmația se bazează pe analiza caracteristicilor scheletului facial. Descoperirea a fost prezentată de către dr. Rebecca Redfern, curator de osteologie umană la Muzeul Londrei⁠(d). Nu s-a făcut nicio analiză ADN, întruct craniul și dinții furnizează eșantioane sărace, adesea fragmentare, iar probele care au fost utilizate au fost comparate cu morfologia populațiilor moderne, nu a celor antice.

## Ipotetice contacte militare

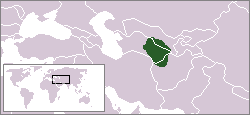
Prizonieri de război romani din bătălia de la Carrhae au fost aduși în Margiana de regele Orodes. Soarta lor de mai târziu este necunoscută.

Istoricul Homer Hasenpflug Dubs⁠(d) specula în 1941 că prizonieri de război romani transferați la granița de est a Imperiului Part s-ar fi putut ciocni mai târziu cu trupele Han de acolo.
După ce o armată romană sub comanda lui Marcus Licinius Crassus a pierdut decisiv bătălia de la Carrhae în 54 î.e.n., aproximativ 10.000 de prizonieri romani au fost expediați de către parți în Margiana pentru a ocupa frontiera. Mai târziu, Zhizhi⁠(d), o căpetenie nomadă Xiongnu, a înființat un stat mai la est, în valea Talas, în apropiere de Tarazul de astăzi. Dubs atrage atenția asupra unei relatări chinezești a lui Ban Gu⁠(d) despre „o sută de oameni”, sub comanda lui Zhizhi, care au luptat într-o așa-numită „formație în solzi de pește” a apăra palisadele de lemn ale lui Zhizhi împotriva forțelor Han, în bătălia lui Zhizhi⁠(d) în 36 î.e.n. El susținea că aceasta ar fi fost formațiunea romană testudo⁠(d) și că acești oameni, care au fost capturați de către chinezi, au fondat satul Liqian⁠(d) (Li-chien, probabil de la legio), în județul Yongchang⁠(d).
Au existat încercări de a promova legăturile sino-romane în scop turistic, dar sinteza realizată de Dubs din surse romane și chinezești nu și-a găsit acceptare în rândul istoricilor, pe motiv că este extrem de speculativă și trage la prea multe concluzii din dovezi insuficiente. Testarea ADN⁠(d) efectuată în 2005 a confirmat strămoși indo-europeni pentru câțiva locuitori ai Liqianului modern, dar acest lucru poate fi explicat și prin căsătoriile transetnice cu indo-europeni despre care se știa că trăiau în Gansu din cele mai vechi timpuri, cum ar fi yuezhi și Wusun⁠(d). O analiză ADN mai cuprinzătoare, pe mai mult de două sute de locuitori de sex masculin ai satului, a arătat în 2007 o relație genetică strânsă cu populatia chineză Han și o mare abatere față de bazinul genetic vest-eurasiatic. Cercetători au tras concluzia că locuitorii din Liqian sunt, probabil, de origine chineză Han. Zona nu dispune de dovezi arheologice ale unei prezențe romane.